# Солт-Лейк-Сити
Солт-Лейк-Си́ти (англ. Salt Lake City, в переводе с англ. — «Город у Солёного озера») — столица, самый населённый и самый большой по площади город штата Юта (США). Название часто сокращается до Солт-Лейк (англ. Salt Lake) или SLC (произносится «Эс-эл-си»).
Население — 200 567 человек (2019), с пригородами — 1,3 миллионов (в районе живёт более 60 % населения Юты).
Расположен на севере штата близ Большого Солёного озера. Находится в долине, окружённой горами Уосатч и Окуирр; расположен на высоте около 1300 метров. Самый крупный город штата; промышленный, торговый и финансовый центр района Большого Бассейна. Международный аэропорт. В Солт-Лейк-Сити расположена международная штаб-квартира Церкви Иисуса Христа Святых последних дней — основателей города, около 50 % жителей — мормоны; одно из прозвищ города — «Священный город святых».
В Солт-Лейк-Сити развита туристическая индустрия, основанная в основном на горнолыжном спорте, отдыхе на природе и религиозном туризме. Здесь проходили зимние Олимпийские игры 2002 года и будут проходить зимние Олимпийские игры 2034 года.

## История
24 июля 1847 года первые мормонские пионеры, во главе с Бригамом Янгом, организовали поселение в районе Большого Солёного озера, впоследствии ставшее городом.
В 1840—1850-е годы служил перевалочным пунктом для переселенцев в Калифорнию. С развитием горнодобывающей отрасли и строительством железных дорог в 1860—1870-е годы Солт-Лейк-Сити превратился в крупный торговый центр Запада. В 1856 году город стал столицей Территории Юта, с 1896 года — столица штата. В 2002 году город стал местом проведения XIX зимних Олимпийских игр.
До того, как в долине Солёного озера появились поселения мормонов, на протяжении тысячелетий на этих землях проживали индейские племена Шошоны, Юты и Пайюты. На момент основания города Солт-Лейк-Сити долина относилась к территории племени северо-западных Шошонов, несмотря на то, что они вели кочевой образ жизни и основывали сезонные поселения недалеко от тех мест, где находились водные источники, протекавшие из гор Canyons по долине Salt Lake Valley. Соединённые Штаты считали землю государственной собственностью; государство никогда не признавало право собственности на неё за племенем Шошонов, а также не аннулировало их официальным договором. Считается, что Джим Бриджер был первым американцем, который исследовал территорию Salt Lake в 1825 году, хотя и до этого на севере штата Юта недалеко от долины Utah Valley побывали и другие путешественники (в 1776 экспедиция под руководством Dominguez — Escalante без сомнений знала о существовании долины Salt Lake Valley). Офицер американской армии Джон Фримонт исследовал озеро Great Salt Lake и долину Salt Lake Valley в 1843 и 1845 годах. Группа неудачников-исследователей компания Доннера пересекла долину Great Salt Lake Valley в августе 1846 года.
Официальной датой создания первых постоянных поселений в долине считается 24 июля 1847 — день, когда прибыла первая группа приверженцев церкви Движения святых последних дней. Они путешествовали за пределами границ США в поисках тихого места, где можно было спокойно жить в своей вере, без насилия и гонений, которым они подвергались в восточных штатах. Прибыв в долину Salt Lake Valley, президент церкви Бригам Янг произнёс историческую фразу «Вот это место». Бригам Янг утверждал, что видел эту долину в своём видении незадолго до прибытия. Оказалось, что просторная долина не была населена людьми.
Через 4 дня после прибытия в долину Salt Lake Valley, Brigham Young указал место для строительства Храма Солт-Лейк, который впоследствии станет самой известной достопримечательностью Солт-Лейк-Сити и «визитной карточкой» мормонов.
Храм Солт-Лейк построили на месте, которое позже получило название Храмовая площадь. Строительство длилось 40 лет: возводить здание начали в 1853 году, а закончили 6 апреля 1893 года. Храм стал символом города и является его центральной частью. К тому же в юго-восточной части Храмовой площади начинается Salt Lake Meridian и нумерация всех адресов в Долине Солёного озера.
Первые Мормонские пионеры основали новый штат, который назвали Дезерет и в 1849 подали прошение об его официальном признании. В 1850 году Конгресс США отклонил прошение поселенцев, установил границы штата, значительно их уменьшив, дал ему название Территория Юта и назначил столицу — город Филлмор. В 1858 году столицей штата стал город Грейт-Солт-Лейк-Сити, название которого впоследствии сократилось до Солт-Лейк-Сити. Население города продолжало расти за счёт новообращённых мормонов и золотоискателей периода Золотой лихорадки, таким образом город стал одним из самым населённых мест на Диком Западе.
Летом 1860 года исследователь, этнолог и писатель Ричард Фрэнсис Бёртон совершил путешествие в Грейт-Солт-Лейк-Сити на карете, чтобы задокументировать местную жизнь, проверить утверждения противников мормонов своего времени и получить больше информации о новой вере. За три недели пребывания ему было оказано невероятное гостеприимство, включая встречи с главой церкви Бригамом Янгом и другими здравствующими современниками Джозефа Смита. В записи о своём путешествии исследователь включил наброски ранних построек города, описание местного рельефа и видов сельскохозяйственного производства, комментарии о политическом и общественном строе, очерки, речи и проповеди Бригама Янга, Исаака (Айзека) Морли, Джорджа Вашингтона Бредли и других выдающихся лидеров, а также фотографии повседневной жизни, в частности, вырезки из газет и меню бала, организованного для высшего общества.
Долгое время между мормонами и федеральным правительством возникали разногласия по поводу полигамии. Кульминационный момент настал в 1857 году; после того как Бригам Янг отказался оставить пост губернатора, президент Джеймс Бьюкенен провозгласил регион взбунтовавшимся и началась так называемая Война в Юте. Дивизия Армии США во главе с Альбертом Сидни Джонстоном, позднее ставшим генералом в армии Конфедератов, вступила в город и обнаружила, что он совершенно пустой. Дивизия обосновалась на расстоянии около 65 километров на юго-запад от города в лагере Camp Floyd. Ещё одна военная база — Fort Douglas была создана в 1862 году для того, чтобы поддержать верные Союзу войска во время Гражданской войны в США. В 1880-х годах многие местные лидеры были заключены в территориальную тюрьму в районе Sugar House за нарушение законов, запрещающих полигамные браки. В 1890 году церковь LDS запретила многобрачие, издав «The Manifesto», в котором официально указывалось, что члены церкви подчиняются закону страны (что приравнивалось к запрету новых полигамных браков внутри США и на её территориях, кроме поселений мормонов в Канаде и Мексике). Это подготовило почву к тому, что штат получил официальное признание в 1896 году и город Солт-Лейк-Сити стал его столицей.
Строительство Первой трансконтинентальной железной дороги США было завершено в 1869 году в пункте Promontory Summit на север от озера Great Salt Lake. В 1870 году Transcontinental Railroad соединили с городом, и путешествия стали менее обременительными. За этим событием последовала массовая миграция различных этнических групп. Выходцы из Китая (которые прокладывали большую часть железной дороги Central Pacific) основали в Солт-Лейк-Сити процветающий Чайнатаун, который получил название «Plum Alley» и в начале XX века стал домом для 1800 китайцев. В 1952 году торговые предприятия и дома снесли, а на месте Plum Alley построили парковку, недалеко от которой установили мемориальную табличку в память о бывшем поселении. Набирающая обороты горнодобывающая отрасль также открыла для иммигрантов экономические перспективы. О некогда преуспевающем в прошлом японском квартале напоминают оставшиеся в центре Солт-Лейк-Сити здания — буддистский храм и церковь Japanese Christian chapel. Этнические группы из Европы и миссионеры, прибывшие с Восточного побережья, построили храм St. Mark’s Episcopal Cathedral в 1874, православный храм Holy Trinity Cathedral в 1905 году и католический Собор Святой Марии Магдалины в 1909 году. Приблизительно в то же время в Солт-Лейк-Сити функционировал район красных фонарей, в котором на пике своего развития работало 300 куртизанок, однако был закрыт в 1911 году.

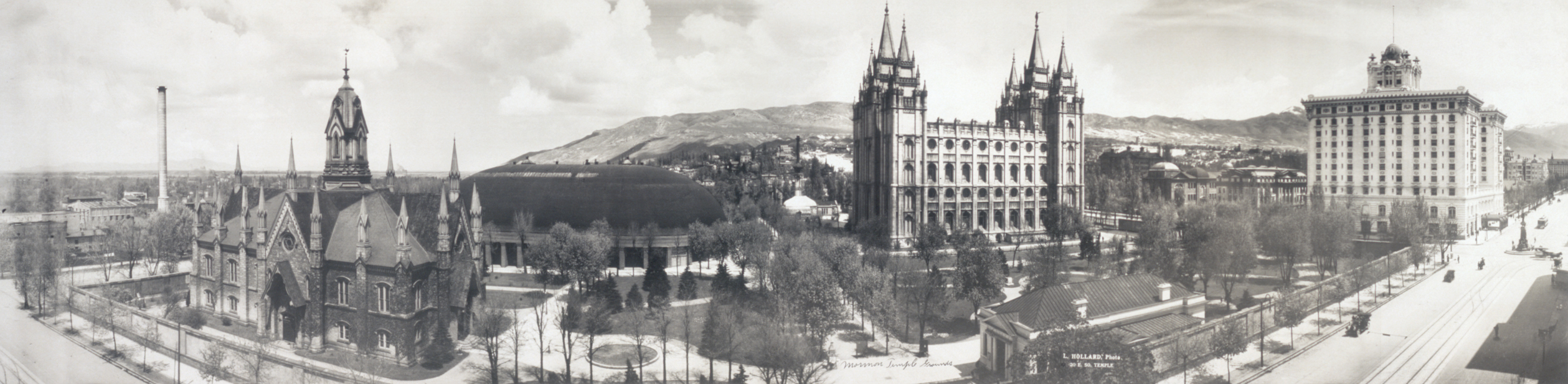
Панорама площади Temple Square, 1912 год

В конце XIX — начале XX века по всей территории города была построена обширная система трамвайных линий — первый трамвай был запущен в 1872 году, а электрическая тяга появилась в 1889. Как и по всей стране, автомобили заменили трамваи, и последний трамвай перестал курсировать в 1945 году. Впоследствии перевозки железнодорожным транспортом возобновились, после того как в 1999 году заработала система легкорельсового транспорта TRAX.
На протяжении XX века население города постепенно уменьшалось, из-за того что многие люди переселились в пригородные районы на севере и юге от города. Некоторые из этих предместий были присоединены к городу, в то время как близлежащие города объединялись и расширили свои размеры. В результате, население близлежащей агломерации численно превышает население самого Солт-Лейк-Сити. Главной проблемой современной официальной власти стала борьба с коммерческим упадком центральной части города. С 1960-х по 1980-е годы население города значительно уменьшилось, хотя в 1990-х годах наблюдался незначительный рост. В настоящий момент население города снова постепенно уменьшается (хотя территория агломерации продолжает расти), сократившись с 2000 года приблизительно на 2 процента.
За последние годы в городе произошли значительные демографические изменения. В настоящий момент в городе проживает около 22 % испаноговорящего населения, а также многочисленное гей-сообщество. В городе насчитывается большое количество уроженцев островов Тихого океана, в основном выходцы из Самоа и Тонга, которые составляют около 2 % от всего населения района Salt Lake Valley.
В 1995 году Солт-Лейк-Сити был выбран в качестве столицы Зимних Олимпийских игр 2002 года. Игры были омрачены многочисленными скандалами. В 1998 году разразился коррупционный скандал, в основе которого были утверждения, что имел место подкуп официальных лиц для обеспечения победы Солт-Лейк-Сити в 2002 году. Сами игры сопровождались скандалами, среди которых пересмотр судейских оценок и нелегальное использование допинга. Несмотря на все противоречия, игры были признаны финансово успешными, являясь одними из немногих прибыльных в новейшей истории. При подготовке к играм были инициированы крупные проекты капитального строительства. Были расширены и отремонтированы местные автомагистрали, построена система легкорельсового транспорта. В настоящий момент Олимпийские спортивные объекты используются для проведения местных, национальных и международных спортивных соревнований и для подготовки спортсменов к Олимпиадам. После проведения Олимпийских игр увеличилось количество туристов, хотя коммерческая активность города не восстановилась так же быстро. Представители Солт-Лейк-Сити проявили интерес в рассмотрении возможности подать заявку на проведение Зимних Олимпийских игр в 2022 году.
В 2007 году на спортивных объектах Солт-Лейк-Сити и Парк-Сити прошли 16 Всемирные игры глухих, а ассоциация Ротари Интернешнл выбрала город для проведения своего съезда в 2007 году, который стал единственным самым значительным событием в Солт-Лейк-Сити со времён проведения Зимних Олимпийских игр 2002 года. В 2005 году съезд U.S. Volleyball Association посетило 39 500 участников.

## География
Солт-Лейк-Сити расположен на территории общей площадью 285,9 км², средняя высота над уровнем моря составляет 1320 м. В черте города, самой низшей точкой — 1280 м — считается область возле реки Джордан и Большого Солёного озера, а самой высокой — 2868 м — Грандвью-Пик.
Город находится в северной части долины Солт-Лейк; с северо-запада он окружён Большим Солёным озером, а с востока и запада высокими горными хребтами Уосатч и Oquirrh, соответственно. В горных районах находится большое количество проложенных реками и ледниками узких каньонов, среди которых City Creek, Emigration, Millcreek, и Parley’s, к востоку от городской черты.
Обширные болотистые и заиленные участки отделяют Солт-Лейк-Сити от Большого Солёного озера. Явление, известное под названием «зловоние озера», является результатом метаболической активности бактерий, живущих в озере, и длится по несколько часов два-три раза в год. Запах из озера напоминает запах тухлых яиц. Река Джордан, которая течёт через весь город, берёт своё начало в озере Юта и впадает в Большое Солёное озеро.
Наивысшей горной вершиной, которую можно увидеть из Солт-Лейк-Сити, является Туин-Пикс, высота которой достигает 3454 м. Туин-Пикс является частью горного хребта Уосатч и расположена на юго-востоке от Солт-Лейк-Сити. Разлом Wasatch Fault, который образовался вследствие землетрясения в 7,5 баллов, проходит вдоль западной части Уосатч. По прогнозам специалистов, в случае более мощного землетрясения, не исключена возможность частичной потери прочности грунтов с глиняной и песчаной структурой, что может стать причиной катастрофических разрушений и последующих частых наводнений различных частей города со стороны Большого Солёного озера.
Вторым по величине горным хребтом является Oquirrhs, с наивысшей точкой Флат-Топ-Маунтин, высота которой составляет 3237 м. Горный кряж Traverse Mountains простирается на 1830 м на юг и соединяет горные хребты Уосатч и Oquirrh. Из Солт-Лейк-Сити открываются виды на ближайшие горные вершины с крутыми, почти вертикальными, склонами. Рельеф гор образовался вследствие сильных древних землетрясений. Максимальная разница между высотами вершин составляет 2164 м из-за того, что гора Туин-Пикс поднимается из русла долины Солт-Лейк.
Русло долины Солт-Лейк образовалось на месте древнего озера Бонневилл, которое существовало в конце последнего ледникового периода. Следы некоторых береговых линий озера Бонневилл отчётливо видны на предгорьях и уступах соседних гор.

### Генеральный план города
Город, как и весь округ, спроектирован по принципу прямоугольной планировки. Большинство основных улиц ориентированы с севера на юг и с востока на запад. Начало сетки плана города находится на восточном углу площади Temple Square, на которой расположен храм Солт- of the Church of Jesus Christ of Latter-day Saints; северно-южная ось берёт своё начало на Main Street, а восточно-западная — на South Temple Street. Адреса представляют собой систему координат (аналогично широте и долготе). Улицы достаточно широкие. Причиной этого стало распоряжение Бригама Янга, который хотел, чтобы на улицах могла развернуться упряжка с повозкой и при этом извозчик не использовал «бранных слов». Широкие улицы и их прямоугольная планировка являются типичными для других городов, где располагались поселения мормонов в эпоху первых поселенцев на Западе.
Хотя система условных обозначений может сначала сбить с толку приезжих, многие считают, что прямоугольная планировка города очень удобна для ориентирования по местности. Некоторые улицы имеют другие названия, например State Street, более известная как 100 East. Другие улицы названы в честь знаменитых людей: западная часть улицы 300 South носит имя «Adam Galvez Street» (в честь местного капрала морских войск, который был убит в сражении), другие — Роза Паркс, Мартин Лютер Кинг, Сесар Чавес, и Джон Стоктон. Эти названия можно увидеть только на дорожных знаках, но они не используются при написании почтового адреса.

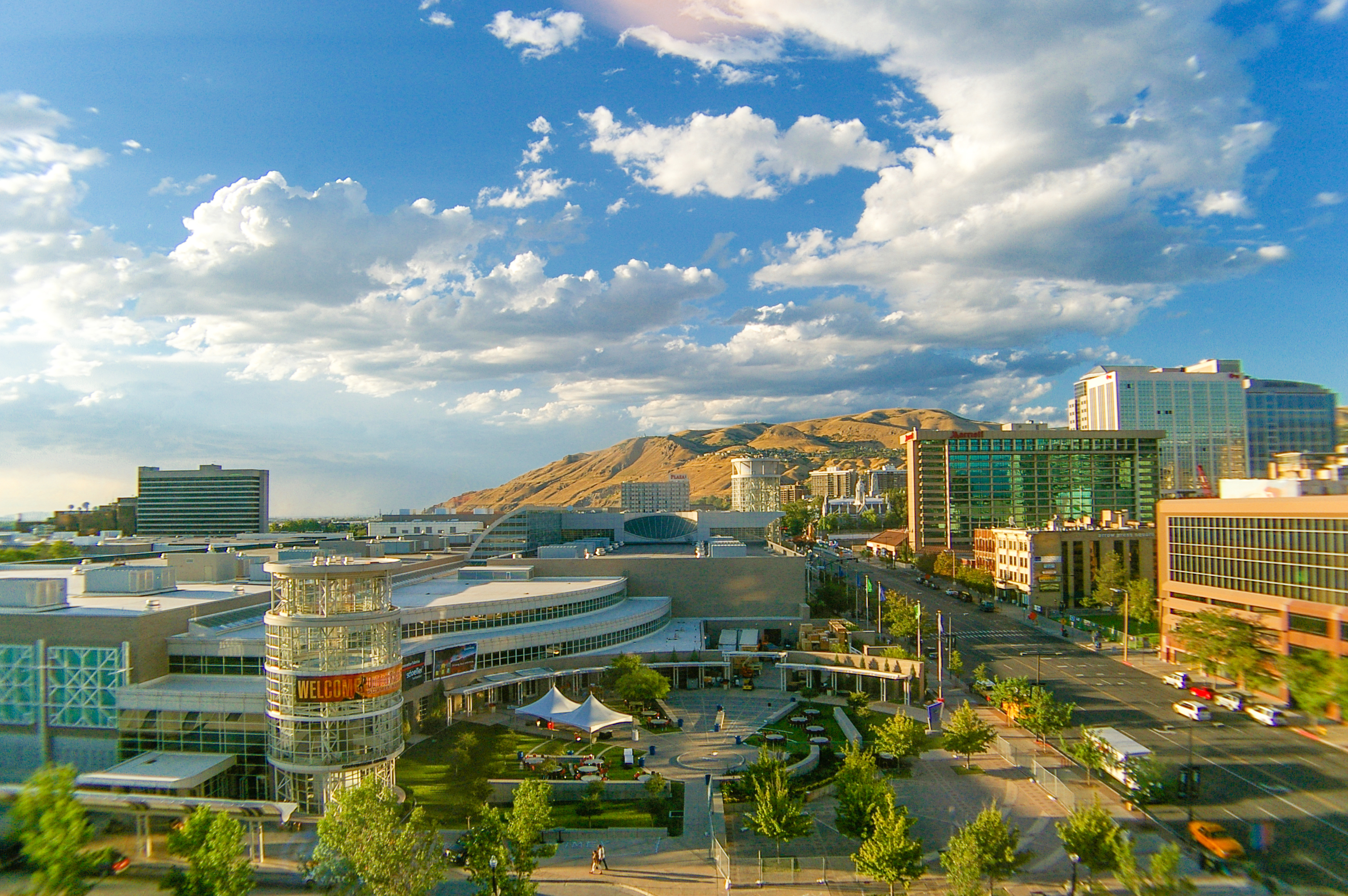
Зал собраний Salt Palace

В районе Avenues, улицы, отмеченные буквами алфавита, протянулись с севера на юг, а улицы, отмеченные цифрами — с востока на запад. Они нумеруются поквартально через 2,5 акра (1 гектар), данный размер кварталов меньше, чем в остальных районах города.
Город начинал строиться по плану, разработанному Джозефом Смитом как образ идеального города — «Град Сион», который использовался практически для всех новых мормонских поселений (англ. Plat of the City of Zion). Согласно его плану, кварталы города должны располагаться на 135 10-акровых (4 гектара) участках. Однако в конце XIX века районы Солт-Лейк-Сити стали застраиваться хаотично. Это произошло перед принятием закона о зонировании территорий города в 1920 годах, в период, когда LDS Church утратила своё влияние в градостроительстве. Изначально, в кварталах, размером в 10 акров (4 гектара) находились большие парки. Также многие из них были снабжены системой подачи воды из оросительных каналов, которые проходили приблизительно в тех же местах, где в настоящий момент проложены бордюры и водосточные канавы. Вода поступала из горного потока City Creek. Последующее развитие водных ресурсов происходило с использованием более южных потоков, протекающих из гор до восточной части города. Некоторые из старых оросительных каналов до сих пор можно увидеть в восточных пригородах или они все ещё обозначены на картах, хотя уже давно не используются.

### Районы города
В Солт-Лейк-Сити находится много неформальных районов. В восточной части города недвижимость стоит намного дороже, чем в западной. Это обусловлено строительством железной дороги на западе, а на востоке открываются красивые живописные виды на скалистые горы. Жильё более доступно на западе, что влечёт за собой демографические различия. А строительство федеральной автострады 15, которая проходит с севера на юг, способствовало дальнейшему разделению города на восточную и западную части.
Исторически западный район города являлся местом проживания рабочего класса, но с недавнего времени многих специалистов привлекает в нём доступная по цене недвижимость. Например, небольшой район Marmalade District, который находится в западной части Capitol Hill, ещё какие-то пять лет назад считавшийся неблагополучным, был существенным образом реконструирован и в настоящий момент является эклектическим и стремительно набирающим популярность. В 1970-х и 1980-х годах западные районы Rose Park, Poplar Grove и Glendale были очагами преступной деятельности различных банд.
Район Sugar House, в юго-восточной части Солт-Лейк-Сити, считается прогрессивным, до недавнего времени на небольшом участке на углу улиц 2100 South и 1100 East располагались местные магазины и магазины с узкоспециализированными видами товаров. Магазины были перенесены в новые места размещения, а на освободившемся участке началось строительство жилищно-офисного комплекса. Застройщики уверяют, что они желали бы сохранить характер местности, и после окончания строительства комплекса на улице опять можно будет разместить магазины розничной торговли. Несмотря на все заверения, местные жители обеспокоены тем, что район потеряет свой уникальный эклектический облик, и по их утверждениям это уничтожит один из уникальных районов в долине, где сосредоточены местные коммерческие организации.
На северо-восток от центра города находится The Avenues, район не попадающий под городской прямоугольный тип планировки с кварталами, размеры которых намного меньше чем в остальные частях городах. Historical District — территория от South Temple North до 6th Avenue — является спальным районом с огромным количеством домов, которые построены в викторианском стиле. С недавнего времени Avenues становится всё более популярным местом среди любителей уютных ресторанов и магазинов, которые открываются на месте старых торговых центров, среди которых Hatch Family Chocolates, Avenues Bistro on Third и Jack Mormon Coffee. Улицы района Avenues расположены у подножья или непосредственно на склонах гор Уосатч. На нижней части склонов находятся дома более ранних построек. В районах Avenues, Federal Heights, на востоке и севере от Университета Юты, в области Foothill, к югу от университета, можно увидеть охраняемые резиденции, а также особняки, стоимость которых превышает миллионы долларов, и сказочные виды на долину. Считается, что пределом мечтаний для многих людей является покупка недвижимости в этом районе.
Наряду с большими районами, такими как Sugar House и Downtown, в Солт-Лейк-Сити имеются несколько районов меньших по размеру, которые носят названия близлежащих основных дорожных развязок. Например, районы 9th and 9th (находится на пересечении улиц 9 East и 9 South) и 15th & 15th (находится на пересечении улиц 15 East и 15 South). Они являются пешеходными районами, и на их территории расположены галереи искусств, магазины одежды, салоны, рестораны и кафе. Летом 2007 года в районе 9th and 9th прошли работы по облагораживанию тротуаров и улиц, а также была установлена художественная композиция «9 муз» — работа художника из Сиэтла (штат Вашингтон) Троя Пиллоу (Troy Pillow), основанная по мотивам древнегреческого мифа. Это стало возможным благодаря частичной финансовой помощи от Солт-Лейк-Сити.
Большинство сооружений в долине были возведены до начала Второй мировой войны, и только в некоторых районах, таких как Federal Heights, East Bench, а также в некоторых местах западных районов Rose Park и Glendale можно увидеть дома, строительство которых велось после 1970-х годов.

### Климат
Для Солт-Лейк-Сити характерен полупустынный климат (согласно классификации климатов Кёппена, BSk), с четырьмя чётко выраженными временами года. Лето — достаточно длинное, жаркое и сухое, зима — долгая, холодная и снежная, а весна и осень являются непродолжительными, но приятными переходными периодами от одного сезона к другому. Среднегодовое количество осадков составляет 419 мм. Весна — самый дождливый сезон, в то время как лето засушливое. За год отмечается в среднем 100 дней с дождём (максимальное число дней — 12 в июне, минимальное — 5 в декабре) и 52 дня со снегопадом (больше всего в январе — 13 дней), 37 дней с туманом (преимущественно в период с ноября по март, наибольшее число дней в январе — 12).
Зима (период со среднесуточной температурой воздуха ниже 0 °С) в среднем длится с 10 ноября по 5 марта, за этот период выпадает около 155 мм осадков. Самое большое количество снега выпало зимой 1951/52 — суммарный прирост высоты снежного покрова 298 см, а наименьшее — 42 см в 1933/34. Самым снежным за историю метеонаблюдений в городе является январь 1993 года, когда суммарный прирост высоты снега составил 128 см.
Основным источником осадков в Солт-Лейк-Сити являются циклоны, которые зарождаются в Тихом океане и движутся вдоль высотной фронтальной зоны и связанного с ней струйного воздушного течения приблизительно с октября до конца мая. Холодные фронты приносят с собой значительные осадки в виде снега в период с 17 сентября до 24 мая. Из-за расположенного недалеко от города озера Great Salt Lake, 6—8 раз в году может возникать явление снежный эффект озера, в результате которого происходят сильные снежные бури. Установлено, что около 10 % ежегодного количества осадков в городе выпадает вследствие возникновения эффекта озера.
Летом циклоническая деятельность ослабевает, высотная фронтальная зона и струйное течение смещаются в более северные широты. Основным источником осадков становятся кратковременные (в основном дневные) грозовые дожди, которые развиваются под влиянием влажного муссона, приходящего со стороны Калифорнийского залива в середине и конце лета. Несмотря на то, что в отдельные годы может выпасть огромное количество осадков, как правило дожди идут в отдельных районах и редко бывают интенсивными. За год отмечается в среднем 36 дней с грозой (в период с марта по октябрь), наибольшее число из них — в августе (12 дней).
Остатки тропических циклонов со стороны East Pacific иногда могут проявиться в городе в течение сентября-октября. Последствием остатков Hurricane Olivia стало рекордное количество месячных осадков в количестве 179 мм в сентябре 1982 года. Самым дождливым годом считается 1983 — тогда выпало 616 мм осадков. Это произошло в чрезвычайно влажный период, когда были зафиксированы 3 из 4 наиболее дождливых годов — 1982, 1983, и 1984. Самый засушливый период наблюдался был 4 годами ранее, в 1979 году когда было зафиксировано 221 мм осадков.
В Солт-Лейк-Сити наблюдаются резкие колебания температуры между сезонами. В летний период приблизительно 56 дней в году температура достигает в среднем 90 °F (32,2 °C), 23 дня — около 95 °F (35 °C), и 5 дней — 100 °F (37,8 °C). Несмотря на это, температуры переносятся сравнительно легко из-за того, что в летом относительная влажность в дневные часы невелика, например, в июле она составляет 22 %. Зимы достаточно холодные, но сильные морозы редки. На протяжении 127 дней столбик термометра опускается до или ниже нуля, 26 дней наблюдается температура выше нуля, и в среднем всего лишь 2,3 дня, когда температура достигает отметки 0 °F (−17,8 °C). Самая высокая температура 107 °F (42 °C) была зафиксирована дважды — 26 июля 1960 года и 13 июля 2002 года, самая низкая достигла отметки −30 °F (−34 °C) 9 февраля 1933.
В середине зимы мощные антициклоны располагаются над Большим Бассейном, из-за чего возникают заметные температурные инверсии. Происходит застой воздуха и долину затягивает густой смог. Это явление может длиться от нескольких дней до нескольких недель. В результате этого наблюдается высокий уровень загрязнения воздуха (один из самых худших в США), который может достигать опасной для здоровья отметки. За исключением редких снегопадов зимой, неблагоприятные метеоусловия очень редки. Однако 11 августа 1999 года на центр города обрушился торнадо категории F2, который унёс жизнь одного человека, 60 людей получили ранения и был нанесён ущерб в сумме 170 миллионов долларов. К тому же талые воды, стекающие с ближайших гор и попадающие в горные потоки, могут стать причиной локальных наводнений в конце весны и в начале лета, самые сильные из которых имели место в 1952 и 1983 годах. В 1983 году горный поток City Creek вышел из берегов и инженеры-градостроители вынуждены были переделать некоторые улицы в центре города, в том числе и State Street в сточные каналы.
| Показатель                                                                | Янв.  | Фев.  | Март  | Апр.  | Май   | Июнь  | Июль  | Авг.  | Сен.  | Окт.  | Нояб. | Дек.  | Год  |
| ------------------------------------------------------------------------- | ----- | ----- | ----- | ----- | ----- | ----- | ----- | ----- | ----- | ----- | ----- | ----- | ---- |
| Абсолютный максимум, °C                                                   | 17    | 21    | 27    | 32    | 37    | 42    | 42    | 41    | 38    | 32    | 24    | 21    | 42   |
| Средний суточный максимум, °C                                             | 3,7   | 7,1   | 12,9  | 16,6  | 22,6  | 28,9  | 34,4  | 33,2  | 27,0  | 18,6  | 10,4  | 3,9   | 18,3 |
| Средний суточный минимум, °C                                              | −4,3  | −1,9  | 2,4   | 5,4   | 10,2  | 15,1  | 20,1  | 19,2  | 13,5  | 6,4   | 0,4   | −3,7  | 6,9  |
| Абсолютный минимум, °C                                                    | −30   | −34   | −18   | −10   | −4    | 0     | 4     | 3     | −3    | −10   | −26   | −29   | −34  |
| Среднее число солнечных часов в месяц                                     | 127,4 | 163,1 | 241,9 | 269,1 | 321,7 | 360,5 | 380,5 | 352,5 | 301,1 | 248,1 | 150,4 | 113,1 | 3029 |
| Среднее число дней с осадками                                             | 10    | 9     | 10    | 10    | 9     | 6     | 4     | 5     | 6     | 7     | 9     | 10    | 96   |
| Норма осадков, мм                                                         | 36    | 33    | 44    | 55    | 46    | 24    | 12    | 15    | 27    | 32    | 34    | 36    | 394  |
| Источник: Национальное управление океанических и атмосферных исследований |       |       |       |       |       |       |       |       |       |       |       |       |      |

## Население
По данным переписи населения, проведённой в 2010 году, в городе проживает 75,1 % белого населения, 2,7 % афроамериканцев, 1,2 % коренных американцев и коренных жителей Аляски, 4,4 % азиатов, 2,0 % уроженцев Гавайских и других тихоокеанских островов, 10,7 % представителей других рас и 3,7 % представителей смешанных рас. 22,3 % от общего населения составляют испанцы или латиноамериканцы любой расы.
Исторически в Солт-Лейк-Сити преобладает белое население. В период с 1860 по 1950 год 99 % населения составляли белые.
37,0 % населения имеют степень бакалавра или выше. 18,5 % жителей города родились за пределами страны и 1,1 % — уроженцы Пуэрто-Рико или других островов, принадлежащих США, а также рождённые за границей от родителей-американцев. 27,0 % населения разговаривают дома на других языках.
Согласно результатам переписи населения 2010 года, в городе проживает 186 440 человек (по сравнению с 181 743 в 2000 году), 75 177 семей, из которых 57 543 проживают в городе. Это составляет 6,75 % от всего населения штата Юта, 18,11 % — округа Солт-Лейк, и 16,58 % от населения, проживающего в новой агломерации Солт-Лейк. Территория города занимает 14,2 % от общей территории округа Солт-Лейк. В городе Солт-Лейк-Сити проживает намного больше людей, чем в агломерации, при этом плотность населения составляет 1688,77 человек на квадратную милю (1049,36 людей на один квадратный километр). В городе насчитывается 80 724 жилых единиц при средней плотности 731,2 на квадратную милю (454,35 — на один квадратный километр).
В 2000 году в агломерации Солт-Лейк-Сити — Огден, в состав которой входят округа Salt Lake, Davis, и Weber, проживало 1 333 914 человек, это на 24,4 % больше по сравнению с 1 072 227 человек в 1990. После переписи населения, проведённой в 2000 году, Бюро переписи населения США включила в состав агломерации Солт-Лейк-Сити округа Summit и Tooele, но исключила округа Davis и Weber, выделив их в отдельную агломерацию Огден — Clearfield. Солт-Лейк-Сити — Огден — Clearfield представляет собой статистическую единицу, и на 1 июля 2008 года на этой территории вместе с агломерацией Прово — Орем, расположенной на юге, проживало 2 094 035 человек.
Из 75 177 домашних хозяйств 27,0 % проживают с детьми младше 18 лет, 41,1 % — совместно проживающие пары в браке, 10,2 % семей состоящих из одиноких женщин и 44,3 % представляют собой другие виды хозяйств. Из 75 177 семей в гражданском браке проживали 3904 пары: 3047 — гетеросексуалы, 458 однополые мужские и 399 однополые женские пары. В 33,2 % хозяйств проживают одинокие люди, а в 9,7 % — одинокие люди в возрасте 65 лет и старше. Размер среднестатистического домашнего хозяйства составил 2,48 человека, размер среднестатистической семьи — 3,24.
Возрастная структура населения (по данным переписи 2000 года):
- 23,6 % в возрасте до 18 лет,
- 15,2 % — 18—24 года,
- 33,4 % — 25—44 года,
- 16,7 % — 45—64 года,
- 11,0 % — 65 лет и старше.

Средний возраст жителей составил 30 лет. На каждые 100 женщин приходится 102,6 мужчин. На каждые 100 женщин в возрасте 18 и старше приходится 101,2 мужчин. Средний показатель дохода домашнего хозяйства в городе составляет 36 944 долларов США, а средний доход семьи — 45 140 долларов США. Мужчины в среднем получают 31 511 долларов, а доход женщин составляет 26 403 долларов. Доход на душу населения в городе достигает показателя в 20 752 долларов. 15,3 % от всего населения и 10,4 % от общего количества семей проживают за чертой бедности: 18,7 % общего количества населения в возрасте до 18 лет и 8,5 % людей, которые достигли 65 лет и старше находятся за чертой бедности.
Из-за того, что в регионе насчитывается большое количество многодетных семей, а процент пустующих квартир сравнительно низкий, цены на покупку и содержания жилья в муниципальном районе Wasatch Front находятся на высоком уровне. В результате каждый шестой житель города находится за чертой бедности.
Меньше половины населения Солт-Лейк-Сити являются приверженцами Церкви Иисуса Христа Святых последних дней (LDS). В сельских регионах штата Юта этот процент намного больше; в общей сложности около 62 % населения штата являются последователями LDS.
В районах Rose Park и Glendale в основном проживает испаноговорящее население, около 60 % школьников, которые учатся в государственных школах — латиноамериканцы. Основным культурным и общественным центром латиноамериканской общины, число представителей которой достигает 300 000 человек в муниципальном районе Wasatch Front, выступает организация Centro Civico Mexicano. В 2006 году президент Мексики Висенте Фокс начал свой рабочий визит в Америку с посещения Солт-Лейк-Сити. Иммигранты из Боснии, Судана, Афганистана, Банту, и Мьянмы поселились в городе в рамках государственных иммиграционных программ. Многочисленная община уроженцев островов Тихого океана, преимущественно самоанцев и тонганцев, разместилась в районах Rose Park, Glendale и Poplar Grove. Большинство этнических уроженцев тихоокеанских островов являются приверженцами церкви LDS, хотя на территории Солт-Лейк-Сити находятся различные религиозные организации самоанцев и тонганцев, среди которых Samoan Congregational, Tongan Wesleyan Methodist, и Roman Catholic. Недалеко от Солт-Лейк-Сити образовались новые общины иммигрантов, включая жителей Непала, и беженцев-каренов из Мьянмы (ранее Бирма).
Из списка 51 города Америки, Солт-Лейк-Сити входит в десятку городов, которые «лояльно относятся к секс-меньшинствам». В городе проживает многочисленная община гомосексуалов, которая характеризуется предприимчивостью, организованностью и имеет политическую поддержку. Лидеры епархии Епископальной церкви штата Юта, лидеры самой многочисленной в штате иудейской конгрегации Salt Lake Kol Ami, а также трое избранных представителей города признают свою гомосексуальную ориентацию. Такое развитие ситуации вызвало неоднозначную реакцию среди консервативно настроенных должностных лиц в других регионах штата. Согласно данным исследования, проведённого Университетом UCLA в 2006 году, 7,6 % населения города или около 14 000 жителей открыто признают свою гомосексуальность или бисексуальность, по сравнению с 3,7 % или 60 000 жителями агломерации в целом.
В 2007 году журнал Forbes признал Солт-Лейк-Сити самым тщеславным городом Америки. Основными критериями стали количество практикующих пластических хирургов на 100 000 жителей и текущие затраты населения на косметические средства, которые превысили затраты в аналогичных по размеру городах. Тем не менее, есть основания предполагать, что это данные отображают количество пластических хирургов в черте города, в число клиентов которых входят жители всей агломерации. По версии Forbes, Солт-Лейк-Сити занял восьмое место в рейтинге самых стрессовых городов Америки в 2007 году. Для сравнения, согласно исследованиям, проведённым в 2010 году интернет-порталами Portfolio.com и bizjournals, Солт-Лейк-Сити является наименее стрессовым городом в Соединённых Штатах.
В 2008 журналы Men’s Health и Women’s Health признали Солт-Лейк-Сити самым лучшим городом для женщин в плане здоровья. За основу брались 38 различных факторов, среди которых уровень онкологических заболеваний, качество воздуха и количество посетителей спортзалов.

## Экономика

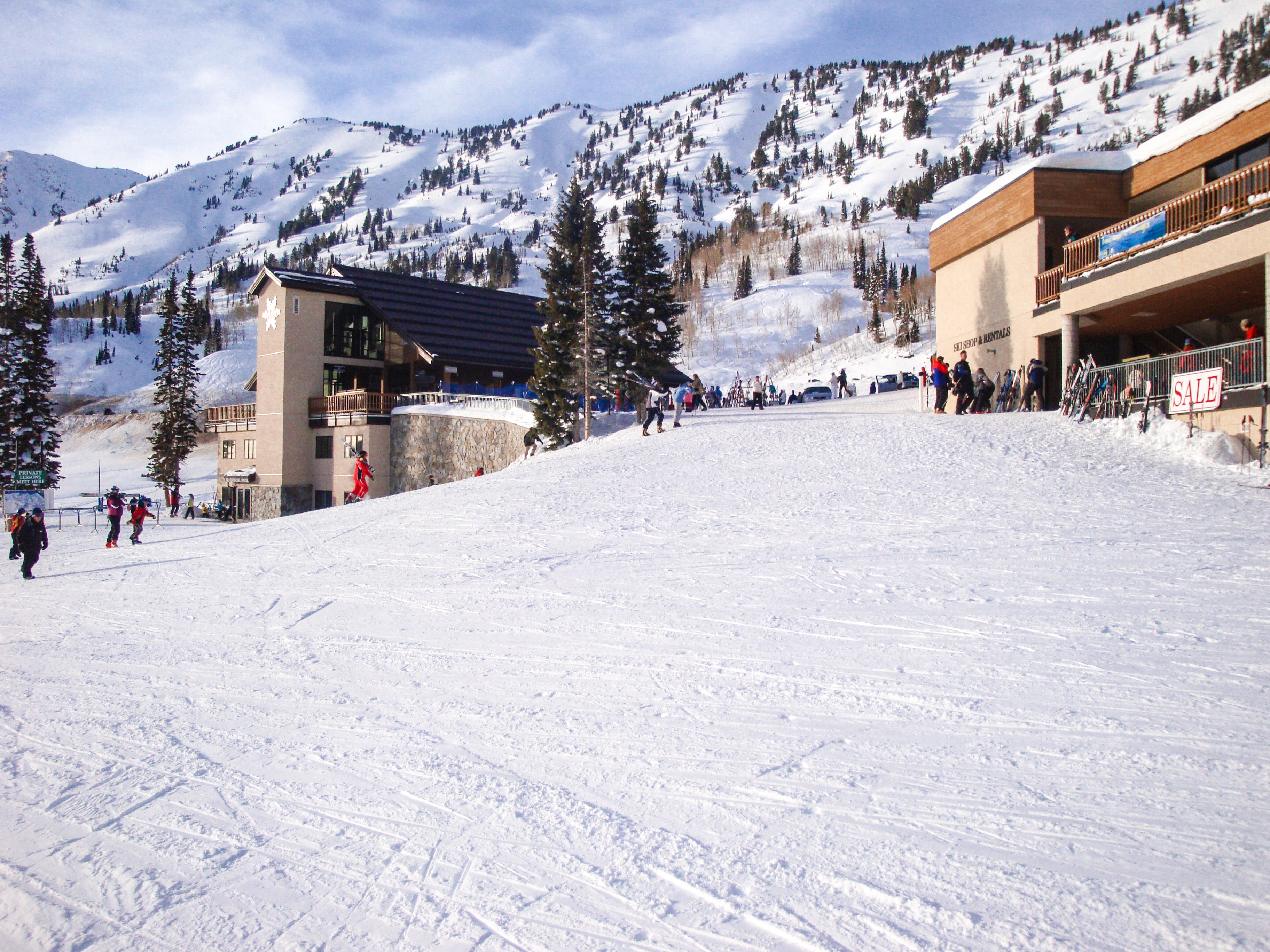
Сектор рекреационного туризма в горах Уосатч является одним из главных работодателей региона

Современная экономика Солт-Лейк-Сити в основном ориентирована на сектор услуг. Если в прошлом близлежащие сталелитейные, горно-рудные, железнодорожные и нефтеперерабатывающие предприятия, среди которых Silver King Coalition Mines, Geneva Steel, Bingham Canyon Mine, являлись основными источниками дохода, то в наше время это государственные и муниципальные службы, торговые и транспортные предприятия, а также компании, предоставляющие профессиональные и деловые услуги. Из-за того, что город находится в центре западной части США, он получил название «Перекрёсток Запада». В дневное время население Солт-Лейк-Сити увеличивается до более чем 315 000 человек, не считая туристов и студентов.
Высокий процент населения работает в государственных учреждениях местных и федеральных властей, а также в органах власти штата. Торговые, транспортные и муниципальные предприятия являются крупными работодателями, среди них особое место занимает западное подразделение североамериканской компании Delta Air Lines, одним из основных транспортных узлов которой является международный аэропорт Солт-Лейк-Сити. Важную роль в организации рабочих мест играют компании, предоставляющие профессиональные, деловые и медицинские услуги, включая крупнейшее в Межгорном районе западной части США медицинское учреждение Intermountain Health Care. К числу крупных работодателей можно отнести Университет Юты, Sinclair Oil Corporation и Церковь Иисуса Христа Святых последних дней (LDS).
Наряду с основными офисами церкви LDS, в Солт-Лейк-Сити также расположены офисы, принадлежащей церкви коммерческой организации Deseret Management Corporation, в состав которой входят несколько дочерних компаний.
В Солт-Лейк-Сити расположены штаб-квартиры нескольких крупных компаний, среди которых Huntsman Corporation (входит в список Fortune 500), Zions Bancorporation и Questar Corporation, числятся в списке Fortune 1000, AlphaGraphics, Sinclair Oil Corporation, Smith’s Food and Drug (принадлежит национальной сети супермаркетов Kroger), MonaVie, Myriad Genetics и Vehix.com. В близлежащих городах, которые входят в агломерацию Солт-Лейк-Сити, находятся главные офисы компаний Arctic Circle Restaurants, FranklinCovey, и Overstock.com. В прошлом на территории агломерации размещались штаб-квартиры American Stores, Skaggs Companies и одного из первых универсальных магазинов в стране ZCMI. В настоящий момент владельцем магазина является Macy’s, Inc. и вся остальная сеть торговых центров, ранее принадлежащая ZCMI, функционируют под фирменной торговой маркой Macy’s. Крупные региональные представительства высокотехнологичных компаний, среди которых Adobe, eBay, Unisys, Siebel, Micron, L-3 Communications, Telarus, и 3M находятся в окрестностях города.
В городе развита сфера туризма, работают компании, которые специализируются на проведении бизнес-конференций и деловых встреч, функционируют крупные информационно-справочные службы, предоставляющие услуги по всему округу. После проведения в 2002 году Зимних Олимпийских игр увеличилось число туристов. К этому событию в городе было построено много отелей и ресторанов. После того как в 1990-х был сдан в эксплуатацию современный деловой центр Salt Palace, в городе увеличилось количество компаний, работающих в сфере предоставления услуг по организации и проведению конференций. В центре проходят многочисленные специализированные выставки и конференции, среди которых ежегодная Международная торговая выставка товаров для спорта и отдыха и ежегодная техническая конференция BrainShare, спонсором которой выступает компания Novell.
В 2006 году крупнейший сельхозпроизводитель картофеля в штате Айдахо, United Potato Growers of America, перенёс главный офис компании в Солт-Лейк-Сити, руководствуясь тем, что в городе расположен крупный международный аэропорт, занимающий 22 место в мире среди самых загруженных аэропортов по количеству грузовых и пассажирских перевозок. Это заявление привело к тому, что некоторые члены законодательного органа штата Айдахо предложили официально изменить номерные знаки автомобилей штата, на которых в настоящий момент вынесена фраза «Знаменитый картофель».
В 2005 году в центральной части города наблюдался значительный рост численности населения. Количество жилых помещений в центральной деловой части города увеличилось на 80 %, начиная с 1995 года, и, по прогнозам, их число увеличится почти вдвое в течение следующих десяти лет. В городе идёт застройка жилого массива City Creek, которое проходит при участии церкви LDS. Уже после строительства первой очереди, которое включает строительство 126-метрового жилого комплекса City Creek, в городе появится ещё 300 квартир. Компания Allen Millo Associates разработала два проекта, которые в настоящий момент находятся в стадии строительства, и ещё два уже спроектированы. Все 200 квартир были распроданы до начала строительства семиэтажного жилого комплекса, запланированного компанией Wood Property. Вслед за недавним окончанием строительства Northgate Apartments, 12-этажного жилого дома в районе Gateway и двух домов недалеко от него, многоэтажного дома Liberty Metro apartments недалеко от Library Square, планируется построить жилой комплекс возле Trolley Square.
Уровень свободных офисных помещений в центре города — минимальный. Как результат, в настоящий момент идёт строительство двух больших офисных зданий: восьмиэтажного здания в районе Gateway District, и 22-этажного здания на Main Street. К тому же здание Walker Bank Building, имеющее историческое значение, находится на реконструкции, что позволит ему в будущем получить статус здания с офисам класса «А». Застройка района Gateway District, строительство линий легкорельсового транспорта и запланированное развитие линий для городских электричек внесли свой вклад в возрождение центральной части города.

## Власть и управление

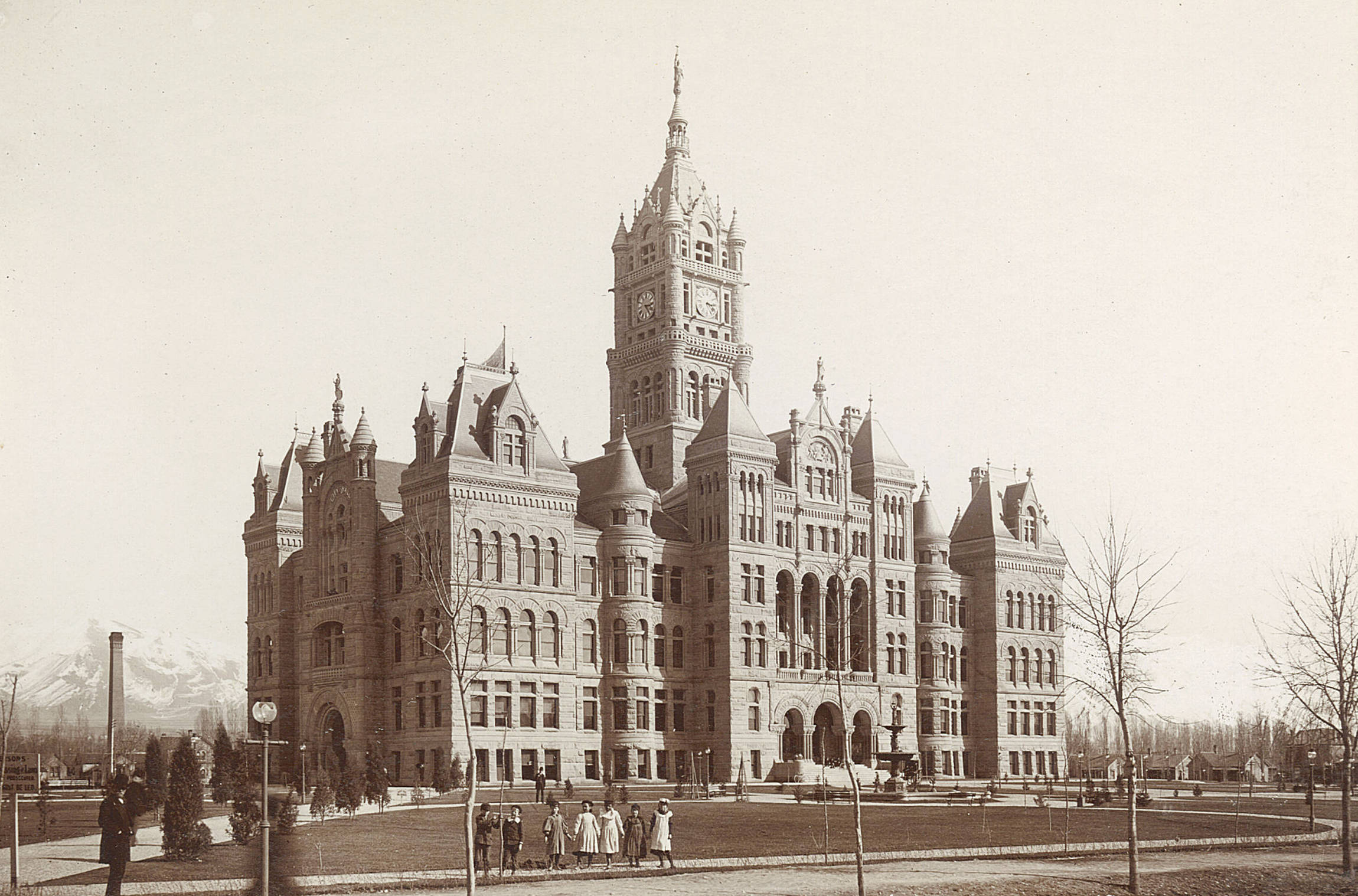
Здание управления округа и города Солт-Лейк-Сити, месторасположение органов управления с 1894 года. Здание также использовалось для размещения органов управления штата Юта, до ввода в эксплуатацию Капитолия штата Юта 9 октября 1916 года

С 1979 года для Солт-Лейк-Сити характерна непартийная форма правления мэр-совет. Мэр и семь членов совета избираются на четырёхлетний срок. Выборы мэра и трёх членов совета проходят в один год. Остальные четыре члена совета выбираются через два года после выборов мэра. Места в совете определяются по принципу территориального распределения населения. Каждый член совета представляет приблизительно 26 000 жителей. Представители власти не ограничены в сроках полномочий.
| Имя                          | Должность | Окончание срока |
| ---------------------------- | --------- | --------------- |
| Ralph Becker (D)             | Мэр       | 2015            |
| Члены Совета                 |           |                 |
| Carlton Christensen          | 1-й район | 2013            |
| Kyle LaMalfa                 | 2-й район | 2015            |
| Stan Penfold                 | 3-й район | 2013            |
| Luke Garrott                 | 4-й район | 2015            |
| Jill Remington Love          | 5-й район | 2013            |
| Charlie Luke                 | 6-й район | 2015            |
| Soren Simonsen, Глава Совета | 7-й район | 2013            |

Последние выборы состоялись в ноябре 2011 года. Luke Garrott был избран на второй срок, в то время как Charlie Luke и Kyle LaMalfa одержали неожиданную победу над действующими членами совета J. T. Martin и Van Turner. В январе 2012 года Председателем совета был избран Soren Simonsen. Выборы проходят в нечётный год. Указанные в таблице годы относятся к следующему избирательному циклу, победивший кандидат займёт свой пост в январе последующего года. В Солт-Лейк-Сити выбрали двух открытых лесбиянок и открытого гея, которые представляют город в законодательном собрании штата и в сенате, соответственно.
Вопрос отделения церкви от государства стоял очень остро, когда в местной политической жизни доминировали Liberal Party и People’s Party of Utah, и многие кандидаты являлись епископами от LDS Church. Эта напряжённость не ослабевает и сейчас, вследствие проведения религиозной кампании Bridging the Religious Divide. Эта кампания была инициирована после того, как местные жители города стали выражать недовольство тем, что политический бомонд штата Юта несправедливо относится к жителям, которые не являются приверженцами церкви LDS, при этом благоприятствуя членам этой организации. Это привело к тому, что жители города-сторонники LDS ощутили на себе растущие антимормонские настроения в политической жизни города.
В городе большое количество либерально настроенных сторонников Демократической партии. Это противоречит политическим взглядам на большей территорий штата Юта, где доминируют консервативные настроения и большинство жителей являются приверженцами Республиканской партии.
В городе находится несколько неправительственных научно-исследовательских центров и инициативных групп, среди которых консервативно настроенный аналитический центр Sutherland Institute, группа, борющаяся за права людей с нетрадиционной сексуальной ориентацией, Equality Utah и группа за улучшения качества жизни Envision Utah. Во время проведения Зимних Олимпийских игр 2002 года Солт-Лейк-Сити посетили многочисленные высокопоставленные иностранные лица, в 2006 году Президент Мексики начал свой государственный визит в США с посещения города, а посол Израиля в США открыл в Солт-Лейк-Сити культурный центр. Президент Джордж Буш-младший побывал в городе в 2005 и 2006 годах, чтобы посетить национальную конференцию ветеранов, оба визита вызвали протест со стороны действующего на тот момент мэра Rocky Anderson. В 2005 году такие политические лидеры как Howard Dean и Harry Reid выступили в городе со своими речами.

## Образование

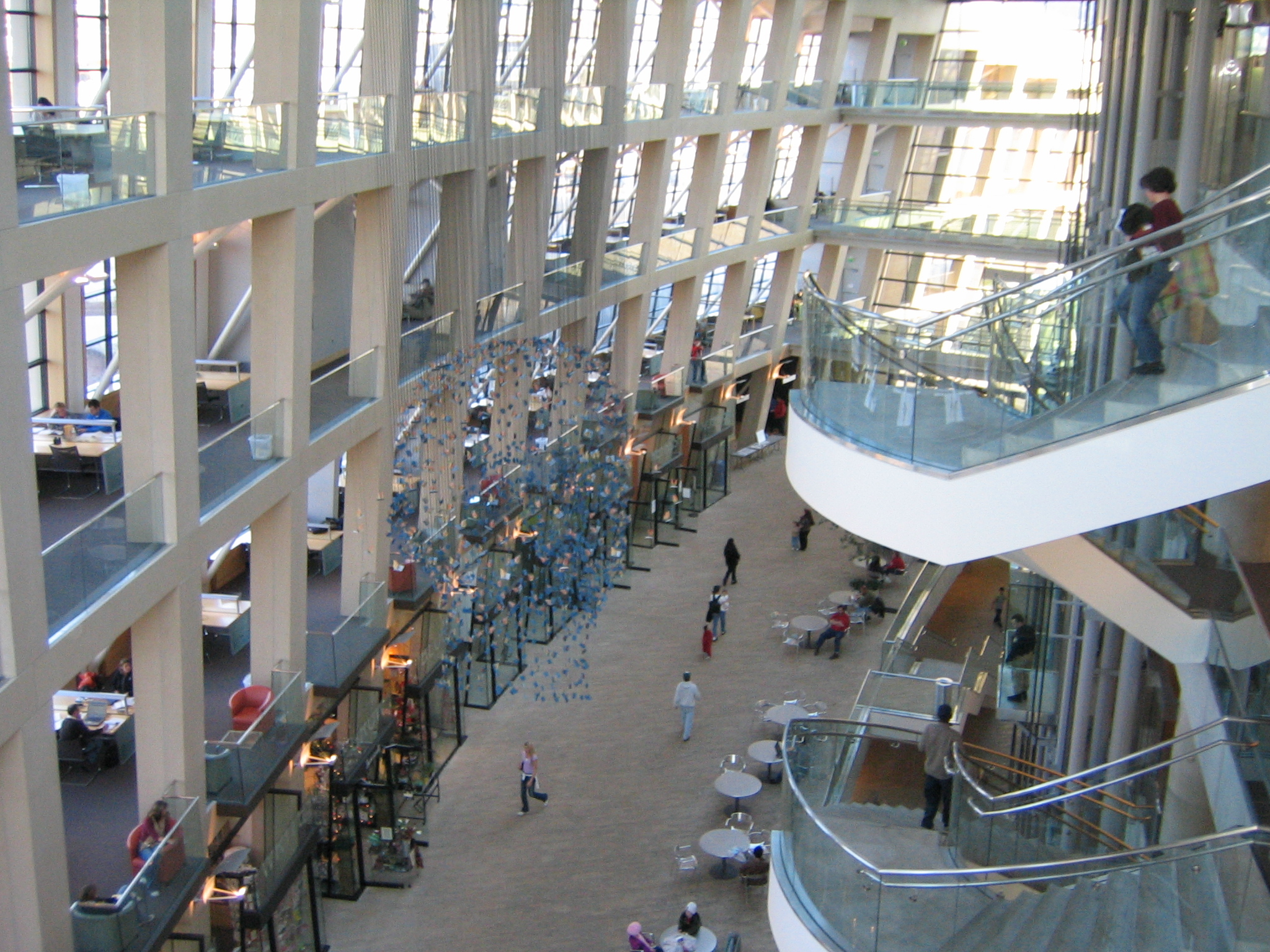
Общественная библиотека Солт-Лейк-Сити. Американская библиотечная ассоциация в 2006 году назвала её лучшей в США

В 1847 году Jane Dillworth впервые провела в своей палатке уроки для детей первых поселенцев-приверженцев LDS. В конце XIX века существовали разногласия по поводу обучения детей, живущих в данной местности. Сторонники LDS и её противники не могли договориться о масштабе влияния церкви на школьное обучение. В наше время большинство детей среднего и старшего школьного возраста (с 9 по 12 класс), которые являются членами церкви, посещают классы изучения религии, которые называются «семинарии». В любое время суток учеников могут отпускать из государственных школ, для посещения семинарий. Обычно семинарии располагаются в зданиях, принадлежащих церкви, и либо примыкают к школе, либо находятся в непосредственной близости от неё.
Из-за высокого коэффициента рождаемости и большого количества учеников в классе, власти штата Юта расходуют наименьшее количество средств на содержание одного ученика среди всех штатов, но в то же самое время тратят больше всех из расчёта на душу населения, за исключением штата Аляска. Денег всегда не хватает, поэтому многие коммерческие предприятия жертвуют деньги на содержание школ. В нескольких районах были созданы благотворительные фонды для сбора денег. Не так давно, были выделены деньги на реконструкцию более половины начальных школ и одну среднюю школу в Salt Lake City School District, в районе, где учатся большинство учеников, проживающих в черте города. На территории района находятся 23 начальные школы уровня K-6 (до 6 класса), пять средних школ для учеников 7—8 классов, три старшие средние школы для учеников 9—12 классов (Highland, East и West, в прошлом также располагалась South High, которая в настоящий момент входит в состав студенческого городка South City, в структуре Salt Lake Community College), а также альтернативная старшая средняя школа (Horizonte). В дополнение, с недавнего времени в школе Highland располагается чартерная школа Salt Lake School for the Performing Arts (SPA). В городе также можно найти большое количество католических школ, включая Judge Memorial High School. Rowland Hall-St. Mark’s School, основанная в 1867 епископом Епископальной церкви Daniel Tuttle, является самой лучшей частной школой в регионе.
Система Общественной библиотеки Солт-Лейк-Сити включает в себя здание центральной библиотеки и пять отделений в разных районах города. Центральная библиотека, спроектированная известным архитектором Moshe Safdie, была открыта в 2003. В 2006 году Общественной библиотеке Солт-Лейк-Сити было присвоено звание «Самая лучшая библиотека года» по версии Американской библиотечной ассоциации.
Высшее образование в Солт-Лейк-Сити можно получить в Университете Юты, Westminster College, Salt Lake Community College, Stevens-Henager College, Eagle Gate College, The Art Institute of Salt Lake City и LDS Business College. В городе открыты центры общеобразовательной подготовки от Университета Юты и Университета Бригама Янга (одного из крупнейших частных университетов США). В городе также находится большое количество профессионально-технических училищ, например Healing Mountain Massage School и Utah College of Massage Therapy. Университет Юты знаменит своими исследовательскими и медицинскими программами. Университет входит в число четырёх учебных заведений, которые в 1969 были подключены к операционной сети пакетной передачи ARPANET, считающейся предшественницей Интернет, а также является местом, где разработали первое искусственное сердце в 1981 году.

## Культура

### Музеи и изобразительные искусства

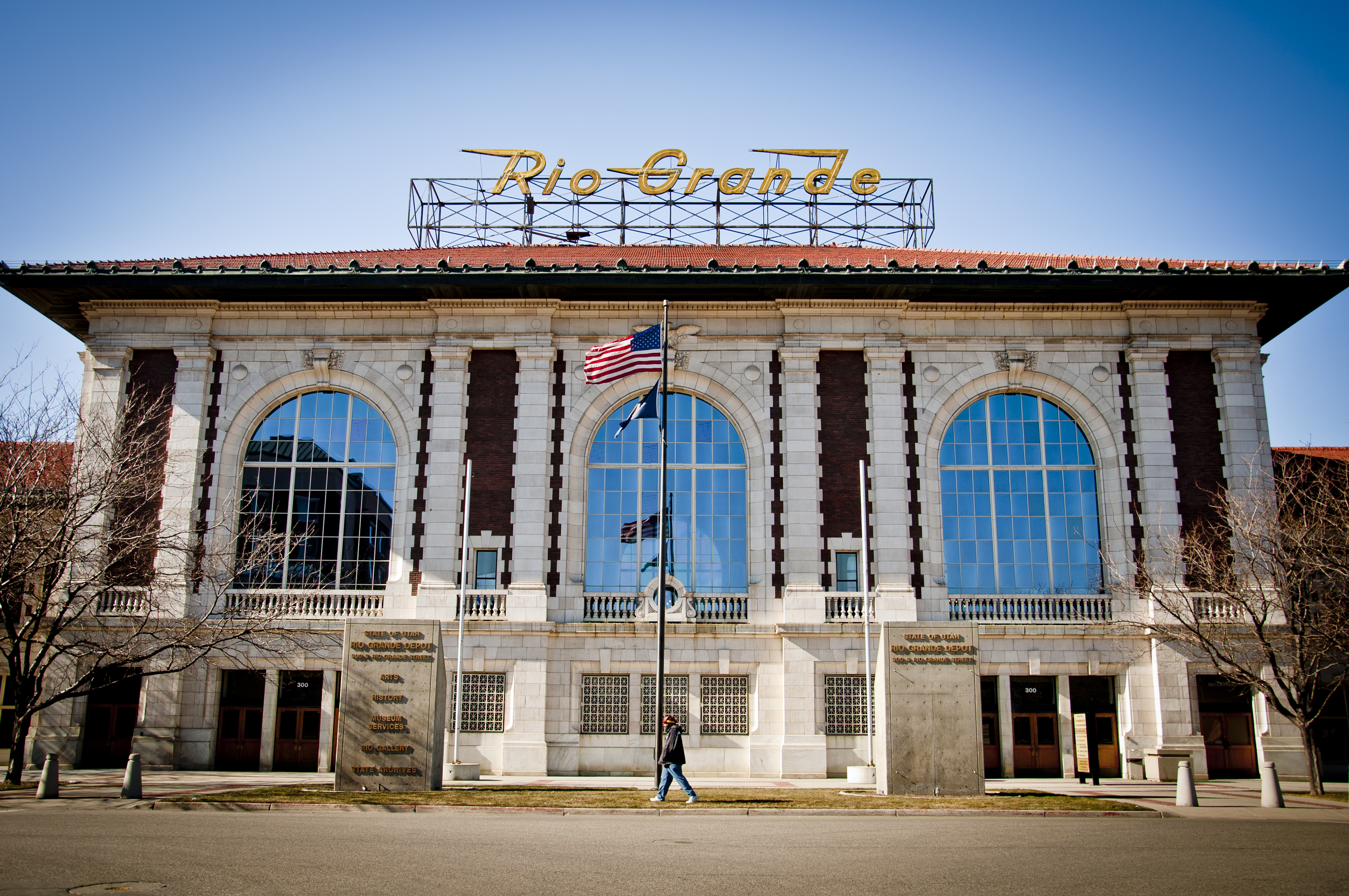
В здании бывшей станции Denver and Rio Grande Western Depot сейчас расположены Историческое Общество штата Юта, Архив Штата и фермерский рынок

В Солт-Лейк-Сити находится несколько музеев. Недалеко от Temple Square расположился Church History Museum, управляемый Церковью Иисуса Христа Святых последних дней, в музее находятся коллекции артефактов, документов, произведений искусства, фотографий, инструментов, предметов одежды и мебели, которые отображают почти двухвековую историю церкви LDS. В западной части Temple Square, недалеко от Gateway District находится Clark Planetarium, в котором можно найти кинотеатр, где показывают фильмы в формате IMAX, Discovery Gateway, и музей для детей. На территории студенческого городка Университета Юты открыты для посещения Utah Museum of Fine Arts и Natural History Museum of Utah. Также в городе работают Utah State Historical Society, мемориальный музей Daughters of Utah Pioneers, Fort Douglas Military Museum, Social Hall Heritage Museum, и музей современного искусства, науки и техники Leonardo.
В Солт-Лейк-Сити также находится несколько классических кинотеатров, среди которых Tower Theatre и закрытые в настоящий момент Trolley Corners и Villa Theatre.
5 декабря 2007 года Salt Lake Chamber and Downtown Alliance объявил, что два квартала в центре города, к югу от спроектированного жилого массива City Creek Center планируется отвести под новый центр для развития изобразительных искусств. Планируется отреставрировать два театра, которые находятся на данной территории, построить новый театр на 2400 мест и выделить больше места под галереи и выставки художников. Открытие новых объектов должно совпасть с открытием массива City Creek Center в 2011 году. Было официально сообщено о месторасположение нового театра, строительство которого обойдётся в 81,5 миллионов долларов, и начат сбор средств для обеспечения финансирования проекта. В то же время планы относительно строительства театра подверглись критике, особенно со стороны близлежащих небольших театров, которые показывают постановки гастролирующих экспериментальных авангардистских трупп. Они утверждают, что такой театр невозможно содержать, и его открытие нанесёт ущерб их деятельности.

### Исполнительские виды искусства
В Солт-Лейк-Сити находятся много площадок, где выступают как профессиональные, так и любительские театры. В историческом здании театра Capitol Theatre многочисленные гастролирующие театральные коллективы показывают бродвейские и экспериментальные постановки. Среди местных профессиональных актёрских трупп стоит отметить Pioneer Theatre Company, Salt Lake Acting Company и театр Plan-B Theatre Company, который является единственным в своём роде в штате Юта, чей репертуар полностью состоит из пьес местных драматургов. Off-Broadway Theatre который находится в историческом для Солт-Лейк-Сити здании Clift Building ставит комедийные спектакли и самую длинную в штате Юта импровизированную комедийную постановку Laughing Stock.
В Солт-Лейк-Сити выступает Хор Мормонской Скинии, основанный в 1847 году. Каждую неделю хор выступает в радио- и телепрограмме Music and the Spoken Word. Эта программа непрерывно выходит в эфир уже много лет, тем самым являясь самым продолжительным проектом в истории мирового радиовещания. В Солт-Лейк-Сити находится также симфонический оркестр Utah Symphony Orchestra, который был основан в 1940 году Maurice Abravanel, совсем недавно коллектив приобрёл широкую известность. В настоящий момент дирижёром оркестра является Thierry Fischer. Вначале оркестр выступал в Salt Lake Tabernacle, но с 1979 года он постоянно репетирует и даёт свои концерты в Abravanel Hall, расположенном в западной части центрального района города. В городе находится титулованный детский хор The Salt Lake Children’s Choir. Хор был организован в 1979 году, в настоящий момент он выступает под руководством Ralph B. Woodward.
В Университете Юты готовят первоклассных профессионалов по специальности «классический танец (балет)» и «современный танец». Среди профессиональных танцевальных коллективов в городе можно отметить Ballet West, Ririe-Woodbury Dance Company (в сезоне 2008/2009 отпраздновал своё 45-летие) и Repertory Dance Theatre. Оба коллектива, RWDC и RDT, репетируют и выступают в Rose Wagner Performing Arts Center.

### Музыка
В местной музыкальной индустрии доминируют группы следующих направлений: блюз, рок-н-ролл, панк, дэткор, хорроркор и инди. Среди популярных групп и музыкантов, которые либо начинали свою музыкальную карьеру в агломерации Wasatch Front, либо выросли в этой местности, и это повлияло на их творчество, следует отметить: Iceburn, The Almost, The Brobecks, Meg and Dia, Royal Bliss, Shedaisy, The Summer Obsession, и The Used. Представителями направления андеграунд-метал в Солт-Лейк-Сити являются группы Gaza и Bird Eater. В 2004 году более 200 групп предоставили свои композиции для сборника, инициатором создания которого стал местный музыкальный журнал SLUG Magazine. Из всех представленных композиций было выбрано всего лишь 59, отображающих различные направления в музыке, а именно хип-хоп, джаз, джаз-фьюжн, панк и различные стили рок-н-ролла.
Каждое лето в Солт-Лейк-Сити проходит фестиваль Twilight Concert. Этот фестиваль является частью музыкальной жизни города уже более 23 лет. В 2010 году около 40 000 человек посетили концерт, который проходил в центральном парке Pioneer Park.
С 1976 года в городе проходит Международный конкурс пианистов имени Джины Бахауэр.

### Кино и телевидение
В агломерации Солт-Лейк-Сити было снято огромное количество кинофильмов, рекламных и музыкальных клипов и телевизионных шоу, среди которых: Панк из Солт-Лейк-Сити, Прикосновение ангела, Любовь вдовца, Большая любовь, Бонневиль, Рассвет мертвецов, Сведи меня с ума, Неугасающий, Классный мюзикл, Классный мюзикл 2: Каникулы, Классный мюзикл 3: Выпускной, Блондинка в законе 2, Дети без присмотра, Тупой и ещё тупее, Противостояние, Хэллоуин 4: Возвращение Майкла Майерса, Хэллоуин 5: Месть Майкла Майерса, Хэллоуин 6: Проклятие Майкла Майерса, День независимости, Поединок, Коричневый кролик, Самый быстрый «Индиан», Путь оружия, Карнавал душ, Удивительная гонка 8, Denizen, The Postal Service’s «Such Great Heights», Пираты Карибского моря: На краю света, Площадка.

### Важные события

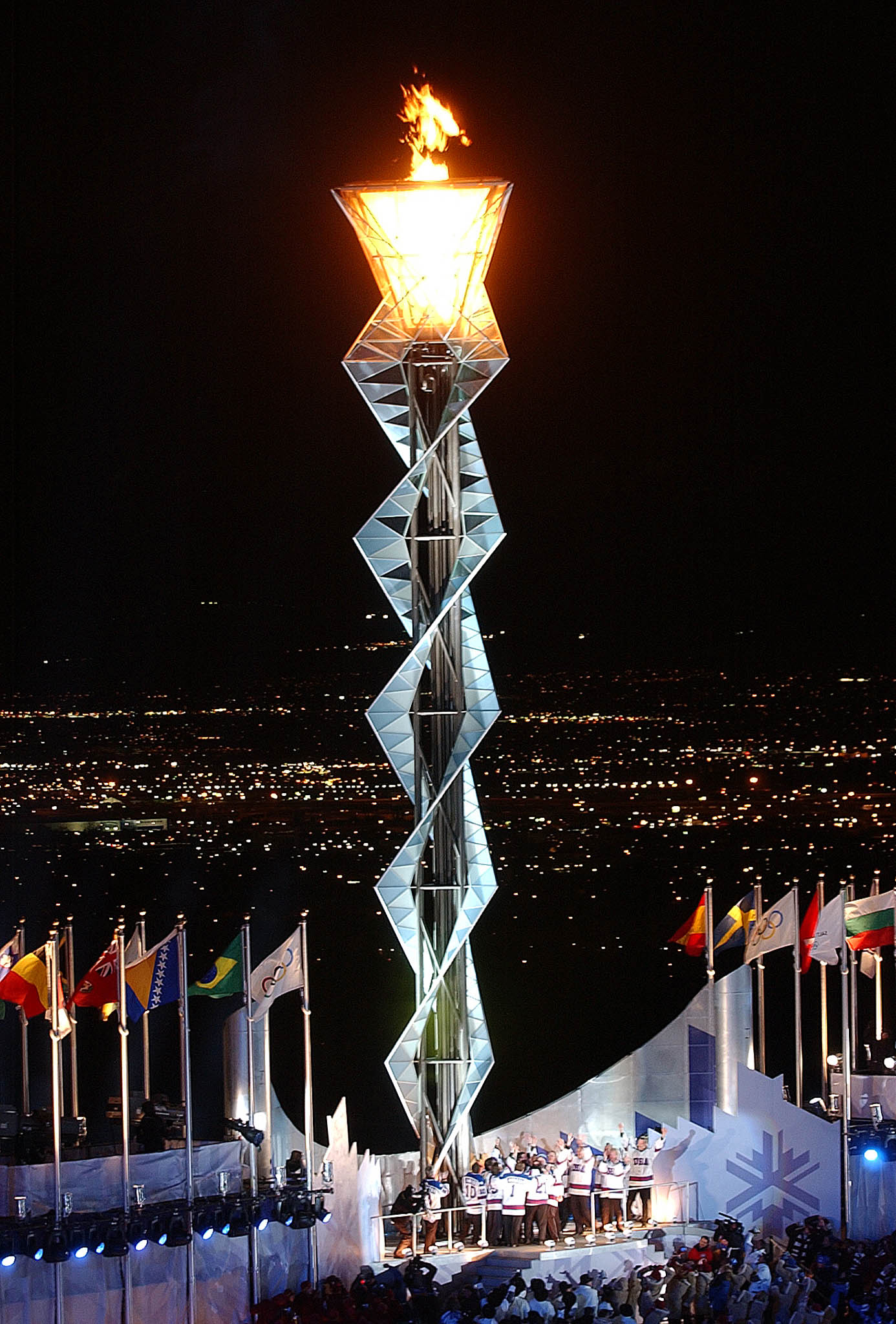
Олимпийский огонь на стадионе Райс-Экклс во время проведения Зимних Олимпийских игр 2002 года

Несмотря на то, что влияние Церкви Святых последних дней в городе всё ещё велико, его культурная и религиозная жизнь отличается разнообразием. В городе проходит огромное количество культурных мероприятий.
Благодаря совместным усилиям комитета волонтёров, трудовых коллективов и местных общественных организаций каждый год в июне в Солт-Лейк-Сити проходит фестиваль Utah Pride Festival. Начиная с 1983 года, ежегодные малочисленные и в большинстве своём секретные встречи со временем переросли в трёхдневный фестиваль, на котором выступают местные знаменитости. Не так давно фестиваль посетили 20 000 человек, включая членов ЛГБТ-сообщества и их сторонников среди родственников, друзей, соседей и сослуживцев. Фестиваль Utah Pride Festival является проектом местной общественной организации Utah Pride Center. Основная деятельность организации направлена на оказание поддержки, проведение обучения и информационно-разъяснительной работы, защиту прав и интересов гомосексуалов, лесбиянок, бисексуалов, трансгендерных людей, а также людей со свободными взглядами и их сторонников, за счёт использования различных программ, услуг и ресурсов.
24 июля жители города отмечают самый главный праздник штата — День пионера, дату прихода первой группы пионеров-мормонов в долину Солёного озера. Каждый год в течение недели проходят различные мероприятия, среди которых детский парад, парад лошадей, тематический парад Days of '47 Parade (один из самый больших парадов в США), родео и грандиозное шоу фейерверков в парке Liberty Park. В новогоднюю ночь на стадионе Райс-Экклс, который является частью Университета Юты, проходят массовые гулянья и различные мероприятия для всей семьи. В полночь небо над городом озаряют красочные фейерверки. В этот день можно официально продавать и запускать фейерверки.
В знак уважения к культурно-историческим ценностям греков, проживающих в штате Юта, каждый год в первые выходные после Дня труда проходит Греческий фестиваль. Трёхдневная программа фестиваля включает в себя выступления народных музыкантов и танцевальных коллективов, экскурсии по храму, ярмарку ремесленников и дегустацию традиционных блюд. Это событие проходит в центральной части города в Greek Orthodox Church и его обычно посещают от 35 до 50 тысяч человек.
С 1977 года в городе проводится ежегодный Utah Arts Festival, на который обычно приезжают около 80 000 человек. Любители изобразительного искусства могут посетить 130 различных выставочных стендов и послушать музыку на пяти концертных площадках.
В Солт-Лейк-Сити проходит часть кинофестиваля Сандэнс. Каждый год выдающиеся деятели культуры, киноактёры, знаменитости и тысячи кинолюбителей приезжают в город, чтобы посмотреть программу самого большого фестиваля независимого кино в США. Штаб-квартира фестиваля находится в близлежащем городе Парк-Сити.
С 2004 года в Солт-Лейк-Сити проводится городской марафон Salt Lake City Marathon. В 2006 году футбольная команда Реал (Мадрид) и многие лучшие велогонщики Америки принимали участие в этом событии.
В последние годы в городе устраиваются мероприятия местного значения, среди которых самые известные Friday Night Flicks, бесплатные показы кинофильмов в городских парках и ознакомительные физкультурно-оздоровительные программы в рамках спортивного мероприятия Salt Lake City Gets Fit, который проходит при поддержке мэра.
В Солт-Лейк-Сити проходили Зимние Олимпийские игры 2002 года. На момент проведения соревнований город являлся самым заселённым населённым пунктом, который принимал Зимние Олимпийские игры. Это событие вывело Солт-Лейк-Сити на международную арену, а многие считают, что эти игры стали самыми успешными Зимними Олимпийскими играми за все время своего существования.
В феврале 2002 итальянский город Турин был назван олимпийским городом-побратимом Солт-Лейк-Сити, а в октябре 2003 года они получили статус городов, между которыми существуют дружеские отношения. 13 января 2007 года был подписан договор, в котором Солт-Лейк-Сити и Турин официально стали олимпийскими городами-побратимами.
Каждую третью пятницу месяца вечером в Солт-Лейк-Сити можно совершить бесплатную «прогулку по галереям». В это время многие галереи и другие заведения в центре города работают допоздна, чтобы поклонники искусства могли посетить различные выставки после работы. Иногда в этих событиях принимают участие уличные художники, актёры и музыканты.

### Средства массовой информации
В Солт-Лейк-Сити представлены различные СМИ. Офисы большинства основных телевизионных и радиостанций находятся в пределах города или недалеко от него. Агломерация Солт-Лейк-Сити является 30-м по величине рынком радиовещания и 31-м рынком телевещания в США.
Среди печатных изданий выделяются две основные ежедневные газеты The Salt Lake Tribune и Deseret Morning News. Местный рынок включает в себя специализированные издания, например In Utah This Week, Salt Lake City Weekly, Nuestro Mundo — газета испаноязычного сообщества, QSaltLake и The Pillar — для сообщества ЛГБТ. Другими испаноязычными газетами являются El Estandar, Ahora Utah, Amigo Hispano (выходит только в Интернет) и El Observador de Utah, которая бесплатно доставляется на дом. В городе выходит несколько местных журналов, среди которых Wasatch Journal (ежеквартальный журнал, который освещает события в культурной и спортивной жизни штата Юта), Utah Homes & Garden, Salt Lake Magazine (журнал о различных аспектах образа жизни, который выходит два раза в месяц), CATALYST Magazine (ежемесячное издание, посвящённое вопросам окружающей среды, здоровья, изобразительного искусства и политики) и SLUG Magazine, музыкальный журнал, который освещает вопросы альтернативных течений музыки андерграунд.
KTVX является первым телеканалом в штате Юта, впервые канал вышел в эфир в 1947 году, используя экспериментальные позывные W6SIX. KTVX является старейшим телеканалом, который вещает на территории часового пояса Mountain Time Zone, и третьим старейшим телеканалом к западу от реки Миссисипи. В настоящий момент он является филиалом медиа корпорации ABC. Студии телеканала KSL-TV, который входит в состав NBC, располагаются в центре города в здании Broadcast House, которое является частью комплекса офисных зданий Triad Center. Телеканалом KSL владеет компания Deseret Media Companies, которая, в свою очередь, принадлежит Церкви LDS. Филиалом CBS в Солт-Лейк-Сити является телеканал KUTV. Телеканал KSTU функционирует как региональный филиал корпорации Fox. KUCW является филиалом CW и дуаполистом вместе с каналом KTVX. Независимый телевизионный канал KJZZ-TV принадлежит семье Larry Miller, покойного владельца баскетбольной команды Utah Jazz.
Из-за того, что услугами теле- и радиокомпаний пользуются на большей территории (во всех районах штата Юта, некоторых западных районах штата Вайоминг, южной части штата Айдахо, части территорий штата Монтана и восточном регионе штата Невада), доходы от рейтингов, как правило, выше чем в аналогичных по размеру городах. Некоторые радиостанции Солт-Лейк-Сити ведут радиовещание с помощью систем радиотрансляторов по территории всего штата.
В Солт-Лейк-Сити сложилась ситуация насыщенности рынка вещания в FM-диапазоне, в результате чего, если прокрутить FM-тюнер, то через две частоты обязательно попадёшь на какую-либо радиостанцию. Несколько компаний, среди которых Millcreek Broadcasting и Simmons Media, установили антенны на горе Humpy Peak, которая является частью горного хребта Юинта, к востоку от города. Благодаря этим радиомачтам частоты, предназначенные для использования в близлежащих горных населённых пунктах, усиливаются с помощью маломощных FM-передатчиков, которые установлены вдоль Wasatch Front.

## Достопримечательности

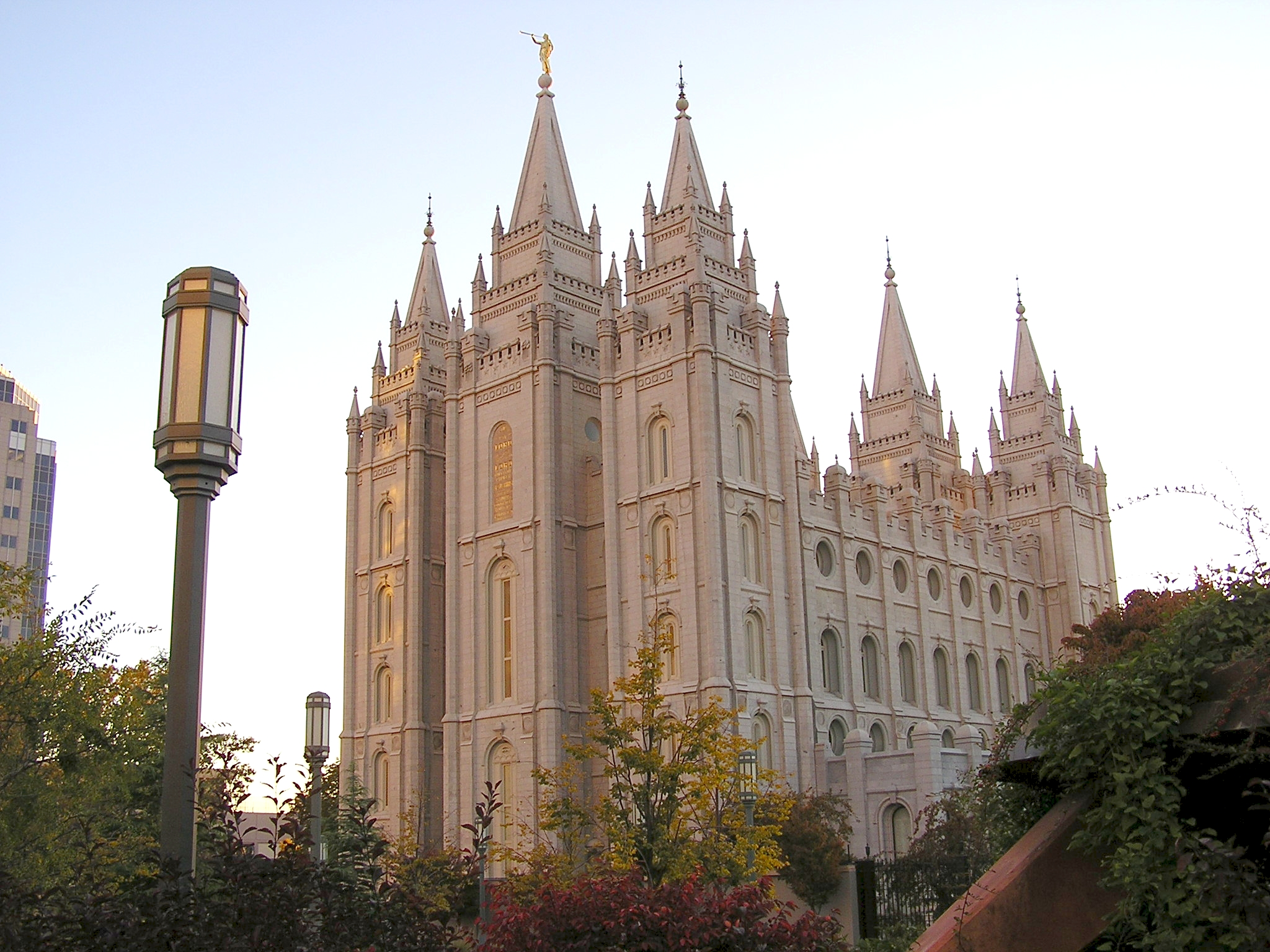
Церковь Солт-Лейк-Сити

В Солт-Лейк-Сити расположены главные административно-офисные здания мормонской Церкви Иисуса Христа Святых последних дней, многие из которых открыты для посещения. Центральной достопримечательность города считается Темпл-сквер, на которой находятся храм Солт-Лейк-Сити (вход в него запрещён для широкой публики) и информационные центры, которые открыты для посещения. На площади также располагается историческое здание Скинии, где выступает знаменитый во всём мире Хор Мормонской Скинии. Через улицу на север находится современный Конференц-центр Церкви. Здание Family History Library, в которой собрана самая большая коллекция генеалогических документов, находится на восток от Темпл-сквер. Она принадлежит Церкви СПД и бесплатно открыта для общественности. Недалеко от Темпл-сквер находится монумент Eagle Gate и памятник Бригаму Янгу.
В 2004 году главное здание публичной библиотеки получило награду Institute Honor Award for Architecture от Американского института архитектуры. Здание отличается самобытным архитектурным стилем. На крыше библиотеки оборудована смотровая площадка, с которой открываются прекрасные виды на Salt Lake Valley. Мраморные полы и купол Капитолия штата Юта идентичны тем, которые находятся в здании, где заседает Конгресс США. Среди других известных исторических зданий следует отметить дом Thomas Kearns (в настоящий момент дом губернатора), City and County Building, построенное в 1894, Kearns Building на Main Street, St. Mark’s Episcopal Cathedral, построенный в 1874, и римско-католический Cathedral of the Madeleine, построенный в 1909.

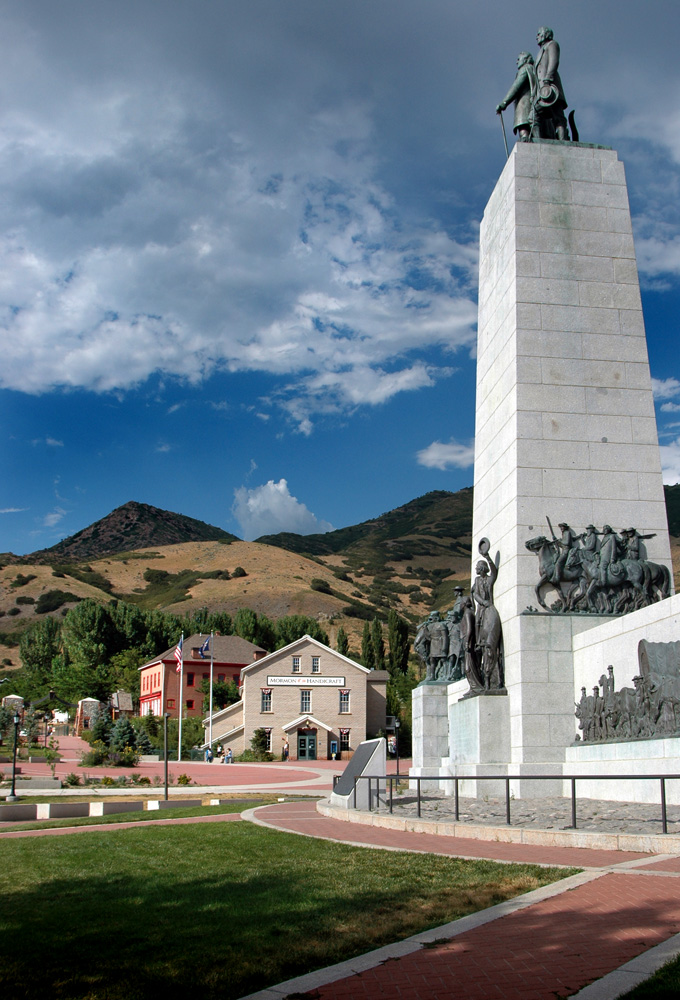
Монумент «This is the Place»

Недалеко от устья Emigration Canyon расположился This Is The Place Heritage Park, на территории которого воссоздан типичный для XIX века устрой жизни первых поселенцев-приверженцев Церкви LDS, а также одноимённый монумент. Через дорогу от парка находится Hogle Zoo. В самом большом общественном парке города Liberty Park, территория которого составляет более 100 акров (0,40 км²), находится озеро с островом посередине и заповедник Tracy Aviary. Его главными обитателями являются различные виды птиц, живущие как на воле, так и в специальных вольерах. Ботанический сад Red Butte Garden and Arboretum находится у подножья гор и является местом проведения различных выставок и музыкальных концертов. В Jordan Park располагается ботанический сад International Peace Gardens. Популярный для любителей пеших и велопрогулок маршрут Bonneville Shoreline Trail протянулся вдоль подножья Wasatch Front на расстоянии около 90 миль.
Возле стадиона Rice-Eccles Stadium расположился парк Olympic Cauldron Park, где находится монумент Олимпийский огонь, центр для посетителей и арка Hoberman Arch. В Gateway District находится Olympic Legacy Plaza, где можно увидеть танцующий музыкальный фонтан и камень, на котором выгранены имена 30 000 олимпийских волонтёров. Недалеко от города Park City находится Utah Olympic Park, место где в 2002 году проходили олимпийские соревнования по прыжкам с трамплина, бобслею, санному спорту и скелетону. В наши дни в этом парке круглый год проходят тренировки и различные соревнования. Посетители могут наблюдать за ходом событий и даже покататься на бобслее. Арена Utah Olympic Oval находится в городке Kearns. Она была специально построена для проведения соревнований по конькобежному спорту, а в настоящее время открыта для посетителей. Ещё одним популярным олимпийским объектом считается горнолыжный курорт Soldier Hollow, на котором проходят лыжные гонки по пересечённой местности. Он находится на юго-восток от Солт-Лейк-Сити недалеко от Heber City.
В окрестностях Солт-Лейк-Сити находятся несколько курортов мирового класса для зимнего и летнего отдыха: Snowbird, Alta, Brighton, Solitude, Park City Mountain Resort, и Deer Valley. Каждый год сюда приезжает миллионы туристов, которые могут наслаждаться активным отдыхом круглый год.
Любителей шопинга порадуют несколько масштабных торговых центров. Торговый комплекс Trolley Square представляет собой огромное количество как закрытых так и открытых торговых площадок, среди которых можно найти небольшие магазины художественных товаров, уютные кафе и магазины крупных национальных торговых сетей. Магазины располагаются в зданиях, которые являются отреставрированным трамвайным парком с улицами, выложенными булыжником. В торговом комплексе под открытым небом Gateway District находятся многочисленные национальные рестораны, магазины одежды, кинотеатр Clark Planetarium, музей для детей Discovery Gateway, концертная площадка The Depot и улица Olympic Legacy Plaza. В современном City Creek Center расположены элитные бутики с эксклюзивными товарами, которые можно приобрести только здесь и нигде больше на территории штата Юта.

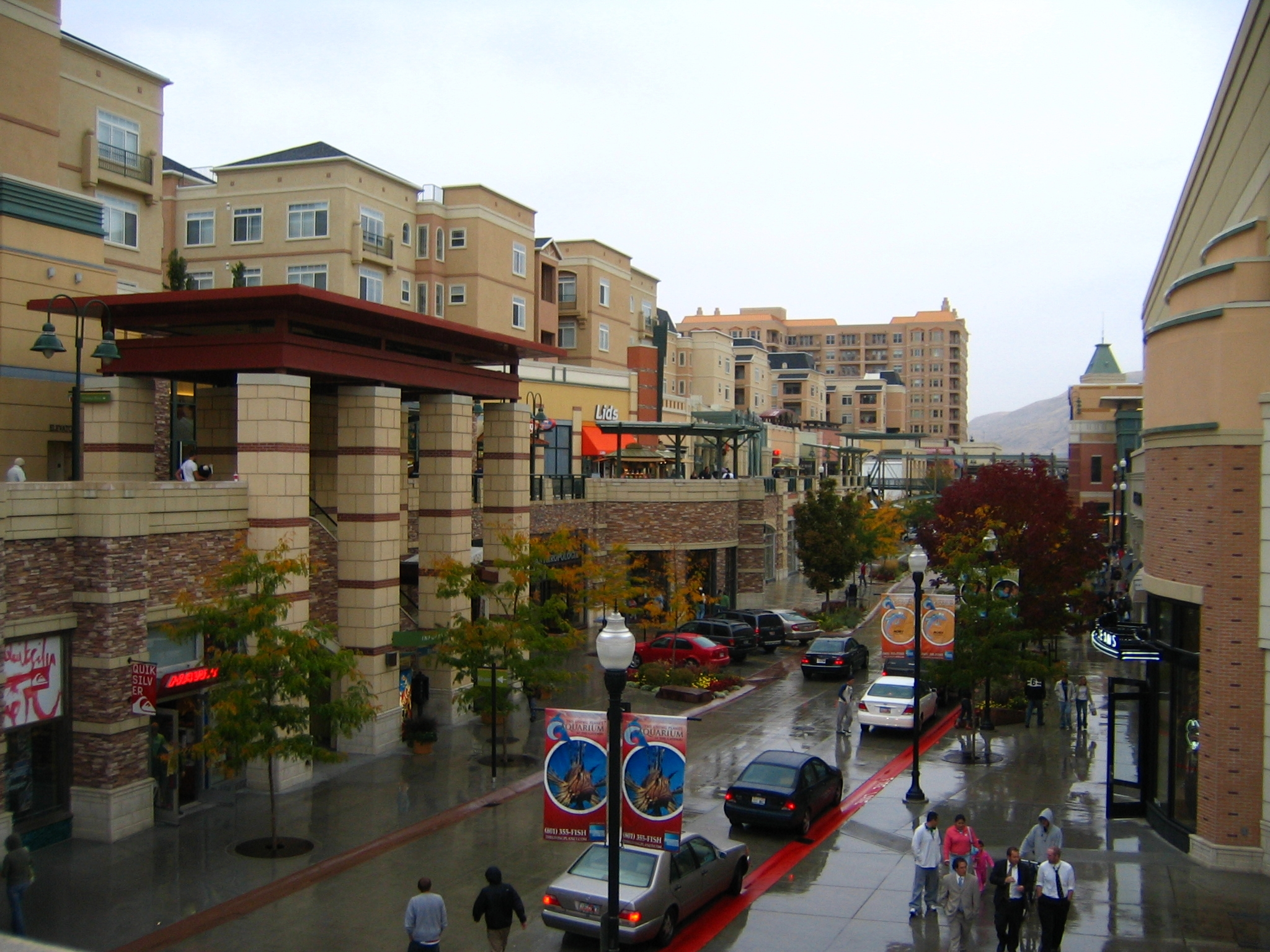
Район Gateway

3 октября 2006 года Церковь LDS, которая являлась владельцем торговых центров ZCMI Center Mall и Crossroads Mall, расположенных на Main Street, объявила о своих планах. Для того чтобы провести реконструкцию City Creek Center, проект, стоимость которого составляет 1,5 миллиарда долларов, необходимо было снести торговые центры, небоскрёб и другие здания. Планировалось построить несколько жилых зданий и офисных комплексов (один из которых является третьим по высоте зданием в штате Юта) вокруг открытого торгового центра, внутри которого планировалось расположить ручей, фонтан и другие культурно-рекреационные сооружения Открытие комплекса состоялось 22 марта 2012 года. В районе Sugar House находится небольшая торговая улица и несколько старых парков. Во втором по величине городском парке Sugar House Park часто проходят различные мероприятия, среди которых основным считается салют в честь Дня независимости Америки.
Среди других достопримечательностей, которые находятся в черте города или в его окрестностях, выделяются Golden Spike National Historic Site (место где была соединена первая трансконтинентальная железная дорога в мире), парк развлечений Lagoon Amusement Park, Большое Солёное озеро, соляные прииски Bonneville Salt Flats, торговый комплекс Gardner Historic Village, один из самых крупных в США музеев, посвящённый динозаврам, в музейном комплексе Thanksgiving Point в городке Lehi, и один из самых больших в мире искусственных карьеров на шахте Bingham Canyon Mine.
Храм Церкви Иисуса Христа Святых последних дней (1853—1893) и Дом молитвы (1867), «Пчелиный дом», Храмовая площадь, «Львиный дом», спортивно-концертный комплекс «Солт-палас», капитолий штата, Художественный центр «Солёное озеро», Юго-Восточный храм (1909), один из крупнейших в США торговых центров «Кроссроудс-плаза», греческий православный Собор Святой Троицы. В пригороде горнолыжные курорты, соляные поля озера Бонневилл.

## Спорт и виды отдыха
Зимние виды спорта, такие как катание на лыжах и сноубординг очень популярны в горах Уосатч, расположенных к востоку от Солт-Лейк-Сити. 8 горнолыжных курортов находятся на расстоянии 80 км от города. Курорты Alta, Brighton, Solitude и Snowbird расположены на юго-востоке в горах Уосатч, остальные три курорта находятся недалеко от города Парк-Сити. Популярность горнолыжных курортов выросла почти на 29 % после проведения Зимних Олимпийских игр 2002 года. Пеший туризм, туристические походы, альпинизм, катание на горном велосипеде и другие виды спорта очень популярны в горных районах летом. Небольшие водоёмы и реки, которые находятся в горах Уосатч — популярные места для любителей прогулок на лодках, рыбалки и других водных видов спорта.

### Спорт
В Солт-Лейк-Сити базируется профессиональная баскетбольная команда «Юта Джаз», выступающая в Национальной баскетбольной ассоциации (НБА). В 1979 году команда переехала в город из Нового Орлеана, домашние игры проводит на арене «Энерджи Солюшнз-арена». Из последних 25 сезонов команда 22 раза попадала в плей-офф, по этой причине она считается одной из самых успешных в НБА, единственное, что остаётся сделать игрокам, так это стать чемпионами. С 1970 по 1975 год в Солт-Лейк-Сити базировалась профессиональная баскетбольная команда Utah Stars, выступающая в Американской баскетбольной ассоциации (АБА). Они выиграли один чемпионат в городе (в 1971 году) и имели одну из самых сильных поддержек среди команд лиги АБА, однако за несколько месяцев до слияния АБА с НБА команда перестала существовать, чтобы избежать поглощения лигой НБА. Возможно, успехи Stars стал одной из основных причин, почему команда Jazz переехала в Солт-Лейк-Сити в 1979 году.

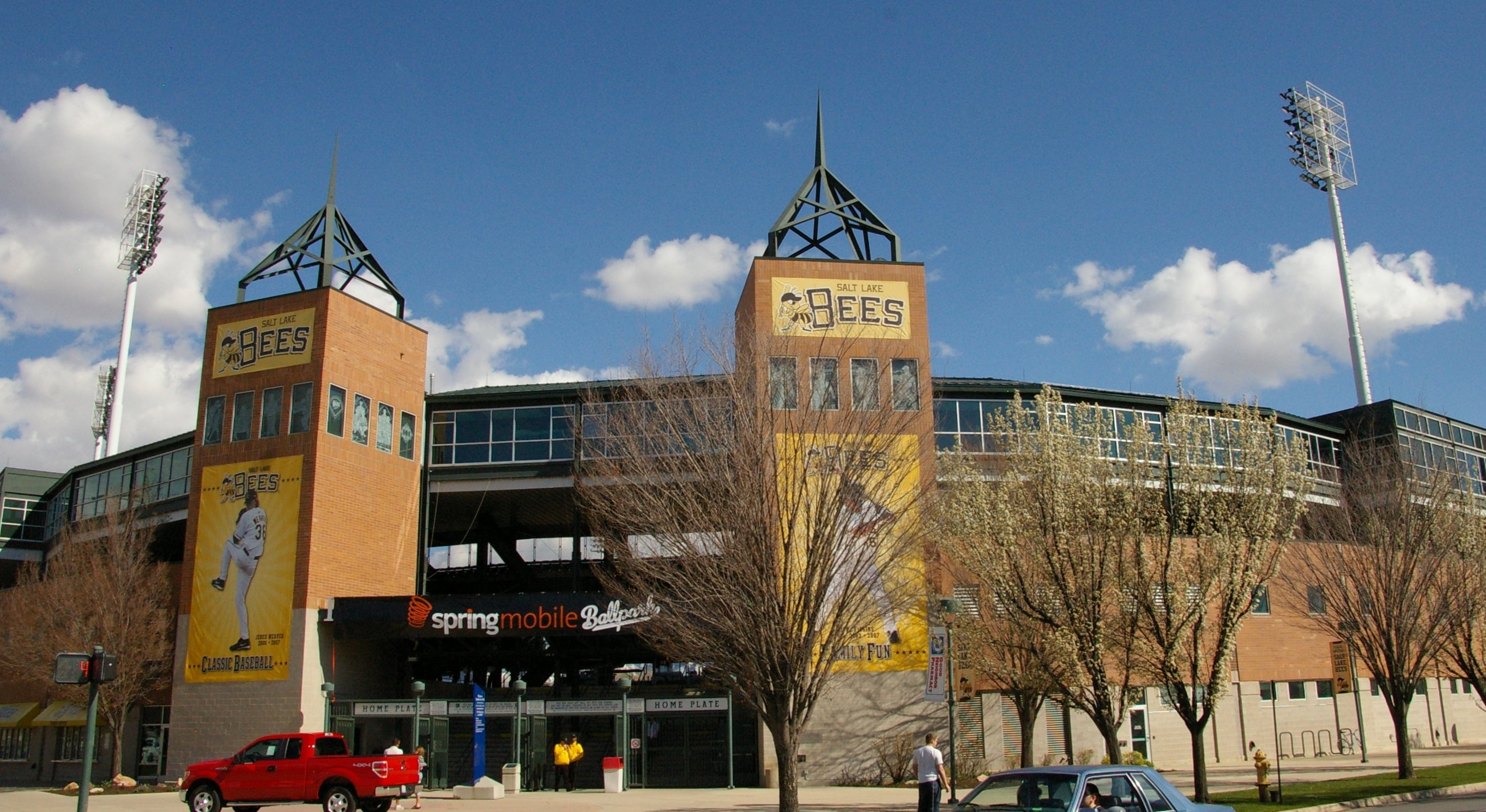
Spring Mobile Ballpark, домашняя арена Солт Лейк Бииз

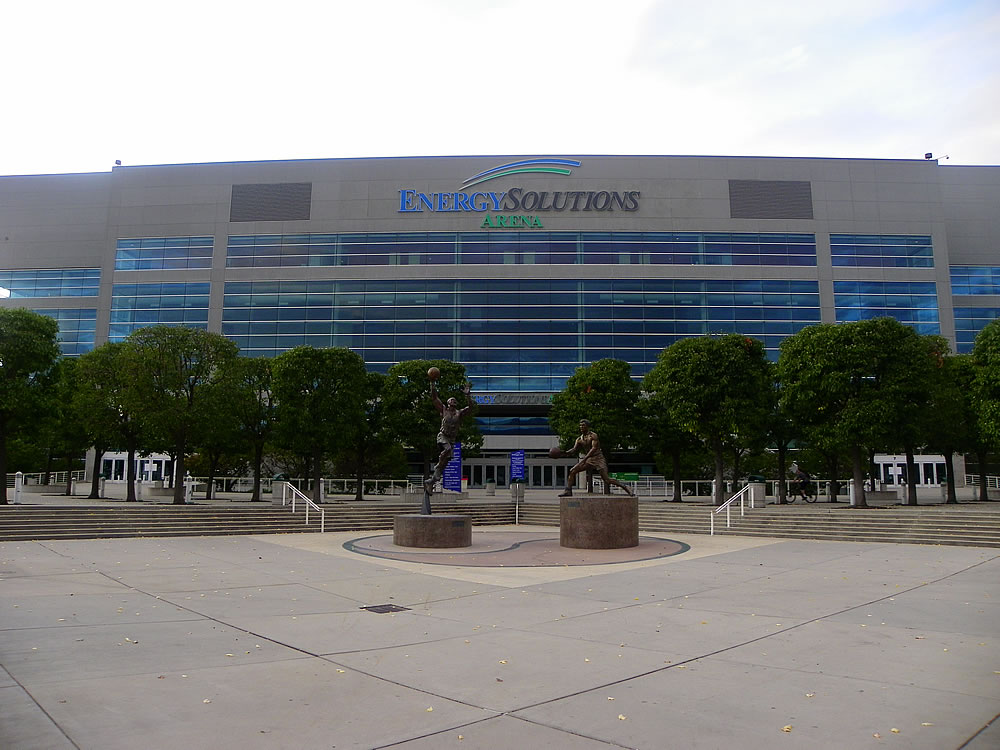
Энерджи Солюшнз-арена, ранее известная как Дельта Центр, является домашней ареной Юта Джаз с 1991 года

Команда «Реал Солт-Лейк», выступающая в Major League Soccer, была создана в 2005. Вначале домашние игры проходили на стадионе Rice-Eccles Stadium, который принадлежит Университету Юты, пока в 2008 году в районе Sandy не завершилось строительство специально предназначенного для проведения футбольных матчей стадиона «Рио Тинто Стэдиум». Строительство длилось более двух лет и сопровождалось финансовыми проблемами и определёнными трудностями. Команда выиграла свой первый Кубок MLS 2009, одержав победу над «Лос-Анджелес Гэлакси». Национальная сборная США сыграла здесь несколько международных футбольных матчей (вследствие фанатичной поддержки в играх с латиноамериканскими футбольными клубами).
Американский мини-футбол стал развиваться с 2006 года после появления в городе команды Utah Blaze, которая выступает в Arena Football League. В первом сезоне игры команды посетило огромное количество болельщиков. После того как AFL начала переживать определённые трудности и впоследствии прекратила своё существование, будущее команды Blaze оказалось под вопросом. Тем не менее, активы лиги были выкуплены, и в 2010 году появилась новая организация, получившая старое название Arena Football League. В том же году начался новый сезон игр, в котором новообразованная лига начала выполнять функции фактического последователя первоначальной AFL. Договор с Blaze был возобновлён, и в настоящий момент команда играет в новой лиге.
В городе также находятся две команды, которые принимают участие в играх низших лиг. Salt Lake Bees выступает в Triple A Тихоокеанской лиги как филиал профессиональной бейсбольной команды Los Angeles Angels of Anaheim. Домашние игры проходят на стадионе Spring Mobile Ballpark. Команда была организована в 1994 году под именем Buzz, в 2002 году название изменилось на Stingers, а в 2006 году было переименовано на Bees, название бейсбольной команды, которое имеет для Солт-Лейк-Сити историческое значение[какое?].
Хоккейная команда Юта Гриззлис (Utah Grizzlies), которая выступает в лиге ECHL, была основана в 2005 году, заменив предшествующую команду Grizzlies, которая просуществовала с 1995 по 2005 год и выступала вначале в лиге IHL, а позже в AHL. Команда проводит матчи на стадионе Maverik Center, который расположен в городе Уэст-Валли-Сити.
В городе нет своей профессиональной команды, которая играет в американский футбол, хотя в штате очень популярны игры студенческих команд. У обеих команд Университета Юты и Университета Бригама Янга огромное количество фанатов в городе, кроме того, соперничество между двумя университетами имеет долгую историю и обросло легендами. Несмотря на то, что Университет Юты не является религиозным заведением, иногда это соперничество называют Священной войной, вследствие того, что BYU принадлежит Церкви LDS. До сезона 2011—2012 гг. обе команды выступали в Mountain West Conference NCAA’s Division I и начиная с 1896 года встречались на поле 90 раз (постоянно с 1922 года). Университет Юты оказывался в центре скандала, связанного с принятием объективных решений по поводу участия студенческих команд в Bowl Championship Series (BCS). В сезонах 2004 и 2008 годов университетская команда становилась победителем. Несмотря на это, её не пригласили участвовать в национальном чемпионате, дважды ссылаясь на тот, что команда выступает в Mountain West Conference, которая не входит в лигу BCS.
Команда университета Юты является первой студенческой командой, которая дважды выиграла игру за кубок лиги BCS (и была единственной командой, которая была приглашена участвовать в матчах), при этом не являясь членом конференции, с тех пор как новая система была введена в 1998 году. В 2009 году, после того как команде было отказано принять участие в национальном чемпионате во второй раз, главный прокурор штата Юта Mark Shurtleff объявил о начале расследования по факту нарушения организацией BCS федерального антимонопольного законодательства, а сенатор Orrin Hatch пригрозил начать судебное дело о нарушении антимонопольного закона.
Команда Utah Avalanche, образованная в январе 2011 года, играет в лиге регби. Она будет выступать в American National Rugby League в качестве новичков. Команда по регби Utah Warriors выступает в Rugby Super League с 2011 года. Домашние игры проходят на стадионе Rio Tinto Stadium. В июне 2012 года в Солт-Лейк-Сити проходил IRB Junior World Rugby Trophy главный международный турнир по регби среди юниоров, в котором приняли участие более 20 национальных сборных, выступающих во втором дивизионе.
Юта стала единственным после Миннесоты штатом, где играют в хоккей с мячом, после того как в Солт-Лейк-Сити был создан Olympic Bandy Club. В городе также существуют две команды, которые принимают участие в соревнованиях по роллер-дерби: the Salt City Derby Girls и Wasatch Roller Derby, которые часто соревнуются с приезжими командами.
В марте 2023 года владелец клуба НБА «Юты Джаз», Райан Смит, который хотел, чтобы в регионе появилась ещё одна команда из главных спортивных лиг США, провёл встречу с комиссаром лиги, Гэри Беттманом, о потенциальном создании клуба НХЛ в «Юте». В январе 2024 года Смит обратился в НХЛ с просьбой начать процесс расширения в Солт-Лейк-Сити. 13 апреля 2024 года появились первые слухи о том, что НХЛ ведёт переговоры о перемещении «Аризоны Койотис» в Солт-Лейк-Сити за $ 1,2 млрд. 18 апреля 2024 года Совет директоров НХЛ одобрил создание клуба в Солт-Лейк-Сити, которая будет принадлежать бизнесмену и владельцу баскетбольной «Юты Джаз» Райану Смиту. Название команды, логотип и цвета ещё не объявлены, но уже известно, что франшиза будет использовать в названии «Юта», а не «Солт-Лейк-Сити». Команда фактически образована из «Аризоны Койотис», но не является её правопреемником.
| Клуб           | Вид спорта               | Лига                                  | Арена                  | Год создания | Чемпионство |
| -------------- | ------------------------ | ------------------------------------- | ---------------------- | ------------ | ----------- |
| Юта Джаз       | Баскетбол                | Национальная баскетбольная ассоциация | Энерджи Солюшнз-арена  | 1974         | 0           |
| Реал Солт-Лейк | Футбол                   | MLS                                   | Рио Тинто Стэдиум      | 2005         | 1           |
| Юта Блейз      | Американский мини-футбол | Американская лига мини-футбола        | Энерджи Солюшнз-арена  | 2006         | 0           |
| Солт Лейк Бииз | Бейсбол                  | Тихоокеанская лига                    | Spring Mobile Ballpark | 1994         | 0           |
| Юта Гриззлис   | Хоккей с шайбой          | ECHL                                  | Maverik Center         | 1981         | 0           |
| Юта Маммот     | Хоккей с шайбой          | NHL                                   | Delta Center           | 2024         | 0           |

## Транспорт

### Дороги

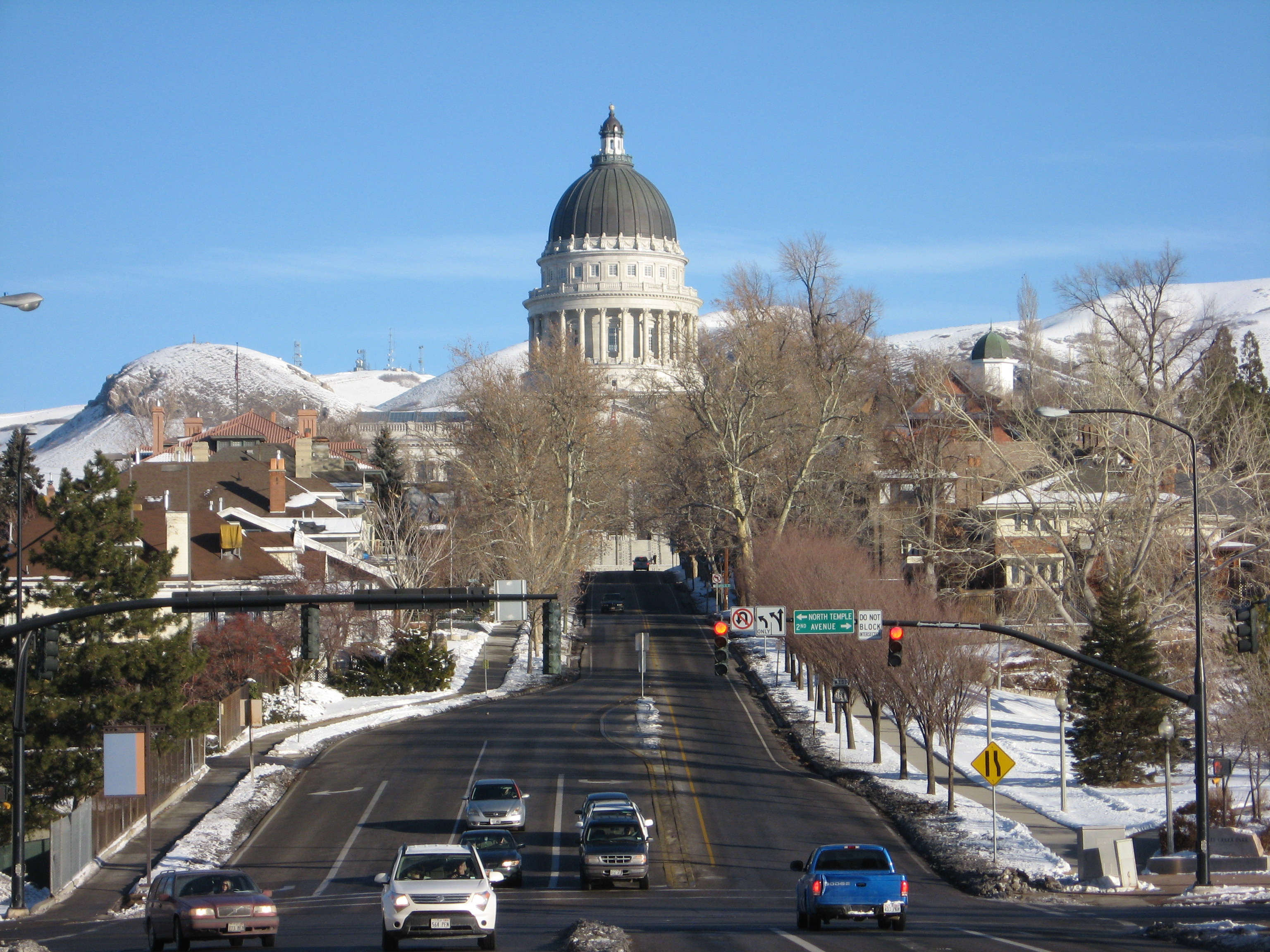
Начало улицы State Street, у подножия Капитолия штата Юта

Солт-Лейк-Сити расположен на пересечении двух автомагистралей общенационального значения: трасса I-15 проходит с севера на юг к западу от центра города, а трасса I-80 соединяет центр города с международным аэропортом Солт-Лейк-Сити на западе, а на востоке выходит к Parley’s Canyon. Трасса I-215 опоясывает город в форме 270-градусной петли. SR-201 простирается до западных предместий Солт-Лейк-Сити. Строительство дороги Legacy Parkway, которое сопровождалось судебными делами и постоянно откладывалось, было завершено в сентябре 2008 года. Трасса берёт своё начало от I-215 и проходит вдоль восточного побережья Большого Солёного озера к северу до округа Дэвис. Из-за специфического рельефа местности транспортное сообщение с округом Дэвис является затруднительным, так как дороги проложены на узком участке между Большим Солёным озером на западе и горами Уосатч на востоке. Только четыре трассы, соединяющие два округа, несут основную нагрузку по пропуску потоков транспорта, которые направляются из округа Дэвис во время часа пик.
Система городских улиц в Солт-Лейк-Сити имеет простую прямоугольную планировку. Улицы обозначаются согласно их направлениям на север, юг, восток или запад, где основной точкой отчёта является юго-восточный угол Temple Square, который расположен в центре города. Одним из основных замыслов Бригама Янга и первых поселенцев было создать систему широких, просторных улиц, которые стали отличительным признаком центра города. Прямоугольная планировка сохранилась в городе почти в первоначальном виде, кроме района East Bench, вследствие его особого географического расположения. Почти вся территория долины Солт-Лейк имеет такую же самую прямоугольную и номерную планировку, хотя в более отдалённых окрестностях она становится в большей степени неупорядоченной. Большинство улиц имеют как собственные названия, так и названия согласно сетке координат, причём оба названия можно использовать для указания адреса. Участок трассы US-89, который начинается в городе въездом с северо-западного направления и проходит через всю долину, называется State Street (кроме участка дороги в северной части Солт-Лейк-Сити).

### Общественный транспорт

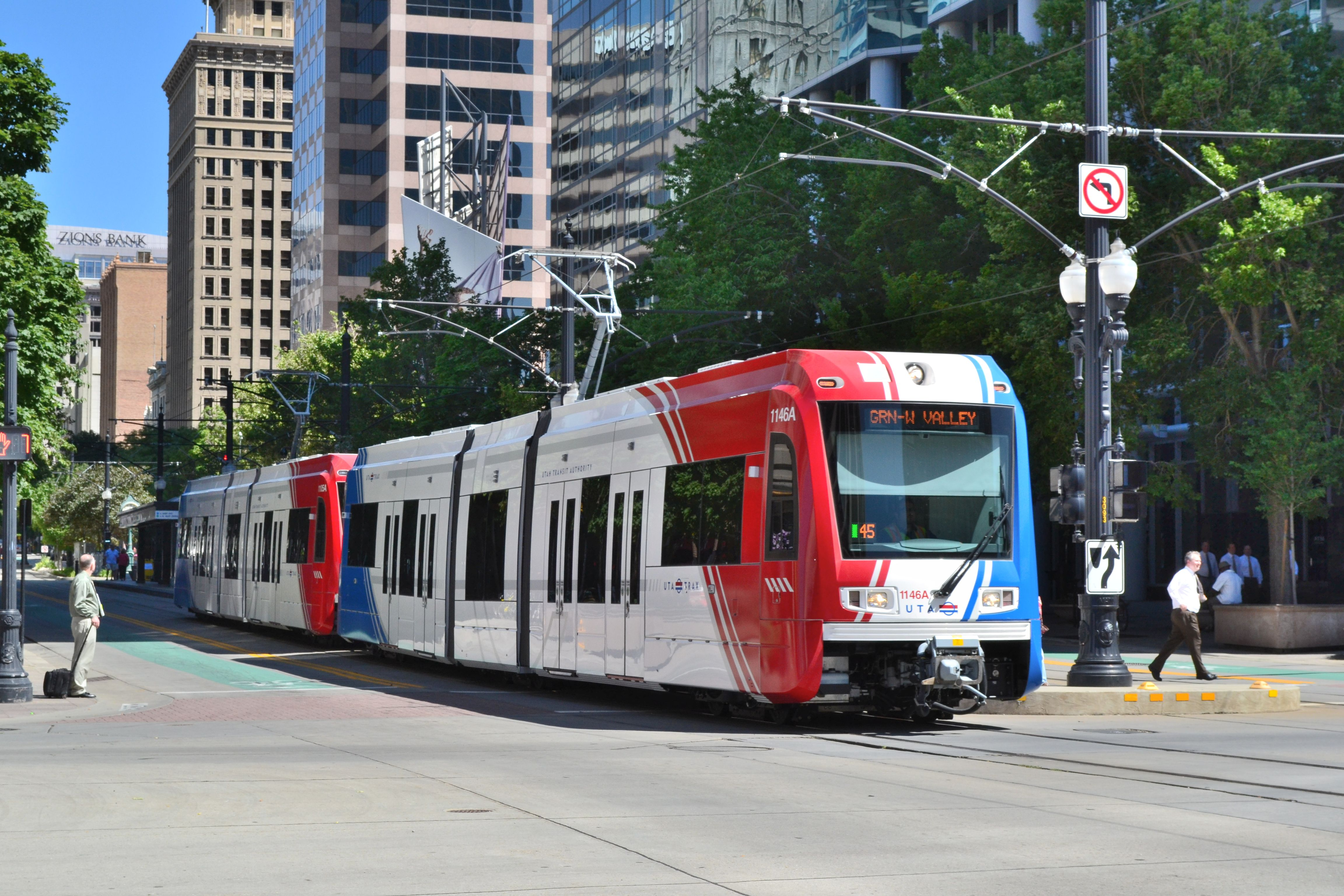
Трамвай UTA TRAX Green Line на остановке Gallivan Plaza

В Солт-Лейк-Сити работу системы общественного транспорта, в которую входят перевозки автобусами, скоростными трамваями и пригородными электричками, контролирует организация Utah Transit Authority (UTA). В мае 2011 года система общественного транспорта Солт-Лейк-Сити заняла третье место в стране по версии Брукингского института по возможности добраться до работы, обеспечивая доступ к 59 % рабочих мест в долине.
Система легкорельсового транспорта, которая имеет название TRAX, состоит из трёх линий общей протяжённостью 72 км. Синяя линия, которая была открыта в 1999 году и расширена в 2008, протянулась от Salt Lake City Intermodal Hub на юг до ближайшего городка Санди. Красная линия, которая заработала в 2001 году и была расширена в 2011, берёт своё начало от Университета Юты и проходит через Солт-Лейк-Сити в юго-восточном направлении до района Daybreak. Третья, Зелёная линия, была открыта в 2011 и соединяет Intermodal Hub с городком West Valley City. Система легкорельсового транспорта насчитывает 41 станцию, 17 из которых находятся в черте города. Два участка дороги проходят под землёй; Синюю линию в настоящий момент расширяют на юг до городка Draper, а Зелёную линию прокладывают дальше в северо-западном направлении до International Airport. По данным на третий квартал 2011 года, ежедневный пассажиропоток составляет 55 500 человек, согласно этому показателю TRAX занимает девятое место среди систем легкорельсового транспорта в США по интенсивности использования.
Система пригородного железнодорожного сообщения FrontRunner, которая начала функционировать 26 апреля 2008 года, протянулась от Intermodal Hub на север до городка Огдена. Согласно данным по состоянию на третий квартал 2011 года, ежедневно линия обслуживает около 6000 пассажиров. В настоящий момент проходят работы по расширению FrontRunner на юг до города Прово. Линия должна быть закончена в декабре 2012 года. Это строительство является частью проекта UTA’s FrontLines 2015. Расширение линий стало возможным благодаря повышению налогов с продаж, которые направлены на улучшение дорог, систем легкорельсового и пригородного транспорта. Этот проект был одобрен жителями 7 ноября 2006 года. К тому же организация Federal Transit Administration подписала договор о намерениях на сумму в 500 миллионов долларов на расширение 4 запланированных линий TRAX в дополнение к расширению линии FrontRunner до города Provo.
Автобусные маршруты UTA’s проходят по всей территории Wasatch Front, начиная с города Brigham City на севере до Santaquin на юге, и до Grantsville на западе и Парк-Сити на востоке. Также в подчинении UTA находятся маршруты до горнолыжных курортов, расположенных на территории Big и Little Cottonwood Canyons, которые функционируют во время горнолыжного сезона (обычно с ноября по апрель). Каждый день автобусы перевозят около 60 000 пассажиров, хотя, по имеющимся данным, пассажиропоток уменьшился после того, как стала функционировать система TRAX.
Компания Amtrak, которая занимается национальными перевозками пассажиров железнодорожным транспортом, обеспечивает сообщение до станции Солт-Лейк-Сити по маршруту California Zephyr между Чикаго и Emeryville, California ежедневно в обе стороны. Компания Greyhound Bus Lines совершает пассажирские перевозки автобусами в городе, обслуживая маршруты в направлении с севера на юг вдоль трассы I-15 в штате Юта. Обе эти станции находятся на территории Intermodal Hub.

### Воздушное сообщение
Международный аэропорт Солт-Лейк-Сити находится на расстоянии около 6 км на запад от центра города. На территории аэропорта расположен транзитный узел авиакомпании Delta Air Lines, которая выполняет около 100 рейсов прямого сообщения на территории США, Мексики, Канады, а также в Париж и Токио. Самый большой транзитный узел Delta Connection авиакомпании SkyWest Airlines расположен в аэропорту, компания совершает маршруты в 243 города под торговыми марками Delta Connection и United Express. Аэропорт обслуживают 4 автобусных маршрута организации UTA, планируется открытие маршрутов легкорельсового транспорта к 2012 году. Международный аэропорт Солт-Лейк-Сити принял в общей сложности 22 029 488 пассажиров в 2007 году, этот показатель на 2,19 % больше чем в 2006. Аэропорт находится на 21 месте в США по загруженности, и постоянно занимает первое место по стране по соблюдению графика прибытия и отлёта самолётов и второе место по наименьшему количеству отменённых рейсов. Недалеко от города расположены два аэропорта гражданской авиации: South Valley Regional Airport в городе Уэст-Джордан и Skypark Airport в городе Woods Cross.

### Велосипедный транспорт
В Солт-Лейк-Сити всё более и более популярными становятся поездки на велосипедах. В 2010 году Лига американских велосипедистов присвоила Солт-Лейк-Сити звание Silver-level Bicycle Friendly Community, поставив его на 18 место среди «благоприятных для велосипедистов» городов, с населением более 100 000 жителей в США. До этого, в 2007 году, город получил награду одним уровнем ниже — бронзовую. На большинстве городских магистралей расположены велосипедные полосы, и в городе также выпущена специальная карта. На карте обозначены велосипедные полосы, полосы универсального использования и горные маршруты.
Один из самых популярных велосипедных и пеших маршрутов является дорога вокруг City Creek Canyon на Bonneville Boulevard. Одна полоса (односторонняя) предназначена для автомобильного транспорта, а другая (двусторонняя) для велосипедистов и пешеходов. Дорога City Creek Canyon Road закрыта для проезда на автомобильном транспорте по нечётным дням летом, а по чётным дням и праздникам на ней запрещено кататься на велосипедах.
По данным на 2010 год, 80 частных предприятий являются участниками программы Bicycle Benefits program, по условиям которой все клиенты, которые прибыли в определённые места на велосипедах, получают скидки.
В Солт-Лейк-Сити появились первые в США полосы «Green Shared Lanes», предназначенные специально для велосипедистов. В 2008 году инженер-транспортник Dan Bergenthal стал инициатором проекта, согласно которому на середине дороги расположены размеченные зелёные дорожки для велосипедистов. Такие же самые проекты были осуществлены в городах Long Beach штата Калифорния и Brookline штата Массачусетс.
Велосипеды разрешено перевозить в автобусах, в скоростных трамваях Trax, и пригородных электричках FrontRunner. Также, перевозить велосипеды можно бесплатно без каких-либо ограничений в час пик. Хотя, в каждом автобусе или поезде установлен лимит на количество велосипедов. Складные велосипеды можно провозить в поездах компании Amtrak по маршруту California Zephyr при проезде до Солт-Лейк-Сити. Велосипеды, которые не раскладываются, должны быть помещены в коробку и перевозиться в специальном багажном вагоне состава, хотя не на всех остановках маршрута можно забрать сдаваемый багаж.
В сентябре 2010 года, организация Utah Transit Authority совместно с руководством Солт-Лейк-Сити, Utah Department of Transportation, Wasatch Front Regional Council Mayor’s Bicycle Advisory Committee, открыла в Intermodal Hub велосипедный транзитный центр Bicycle Transit Center (BTC). Этот центр предоставляет охраняемую стоянку внутри здания для 50 велосипедов. В центре также можно взять велосипеды напрокат. Предполагается, что BTC будет обслуживать пассажиров, совершающих поездки поездами TRAX и FrontRunner, которые пользуются различными видами транспорта, а также предоставлять услуги по охране велосипедов для велотуристов, которые хотят совершить пеший тур по Солт-Лейк-Сити или транзитом через город. Церемония торжественного открытия прошла 25 сентября 2010 года.
Мэр Солт-Лейк-Сити Ральф Беккер является заядлым любителем поездок на горном велосипеде. Он добирается на работу на велосипеде и часто возле City/County Building можно увидеть его транспортное средство. В 2009 году, в период работы администрации Беккера, госпожа Бекка Рольф была назначена первым координатором передвижений на велосипеде и пешком в Транспортном отделе города.

## Города-побратимы
- Филиппины: Кесон
- Китайская Республика: Цзилун
- Япония: Мацумото
- Боливия: Оруро
- Ирландия: Тёрлс[124]
- Италия: Турин
- Украина: Черновцы
- Россия: Ижевск

## Фотогалерея

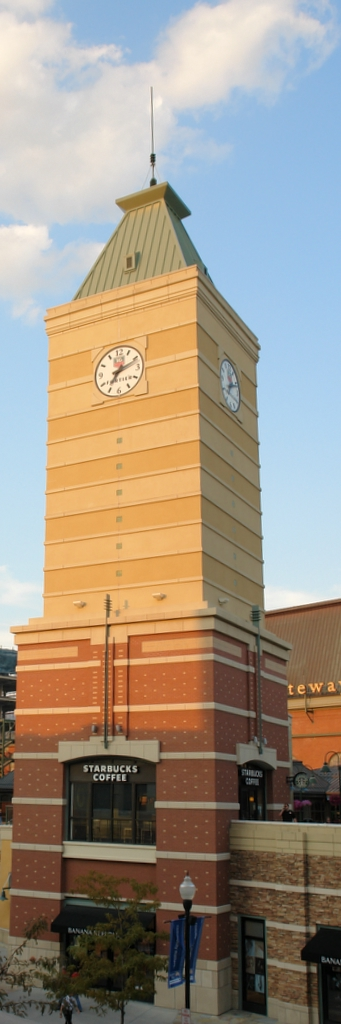
Башня с часами
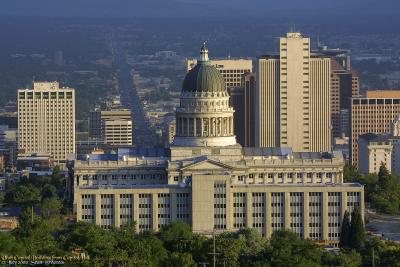
Капитолий
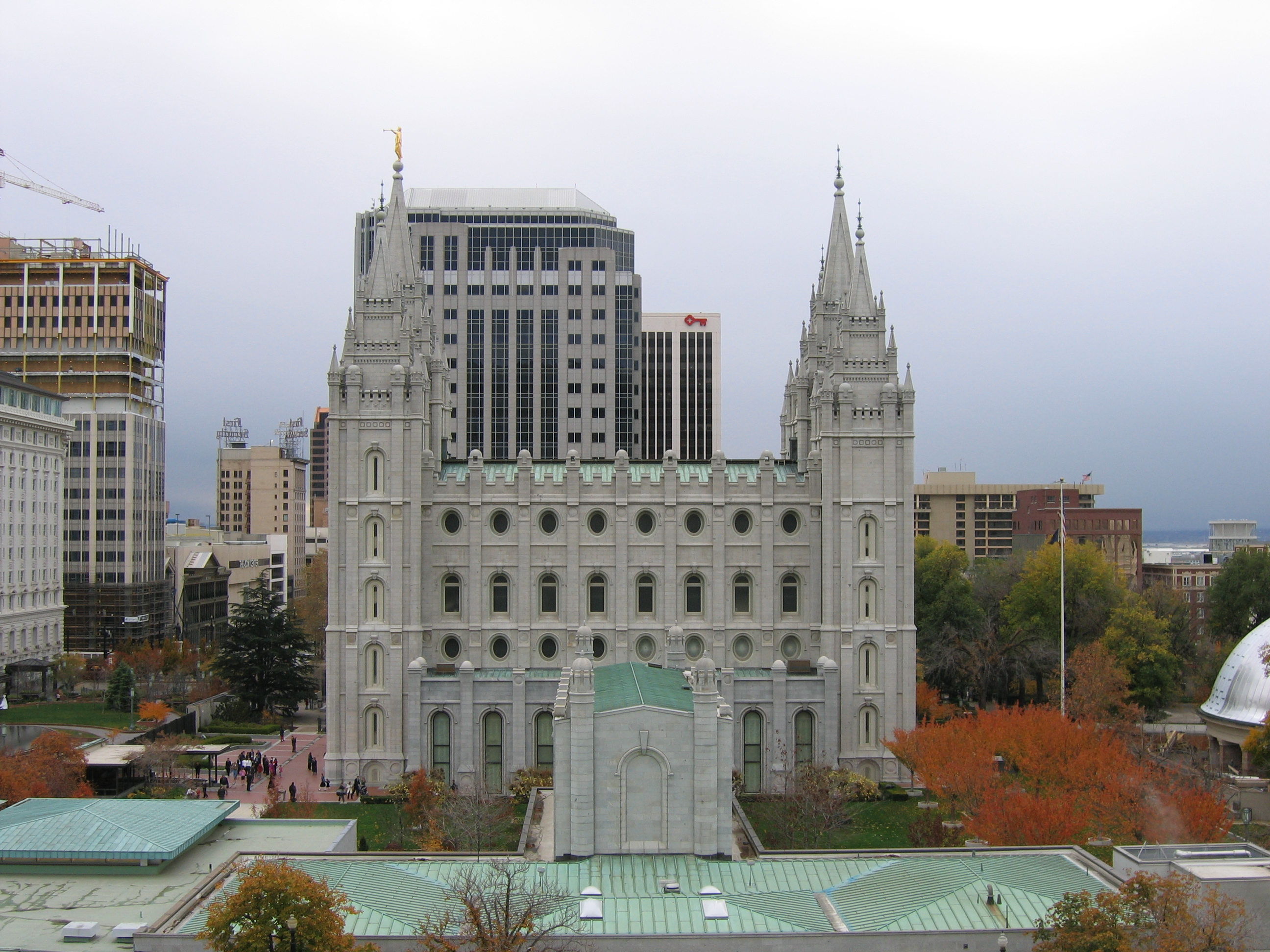
Храм Церкви Иисуса Христа Святых последних дней